# Llista de peixos del riu Amazones

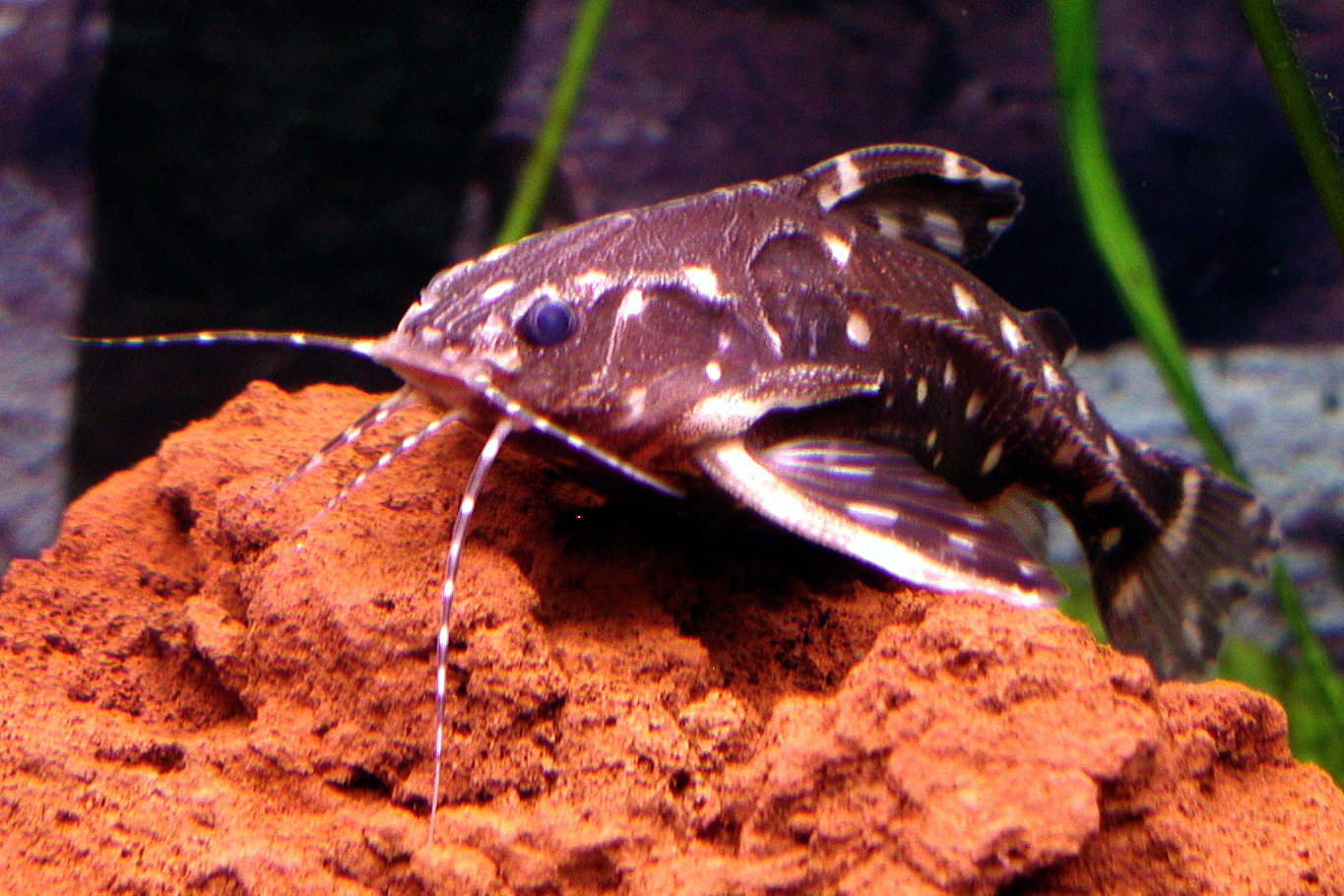
Agamyxis pectinifrons

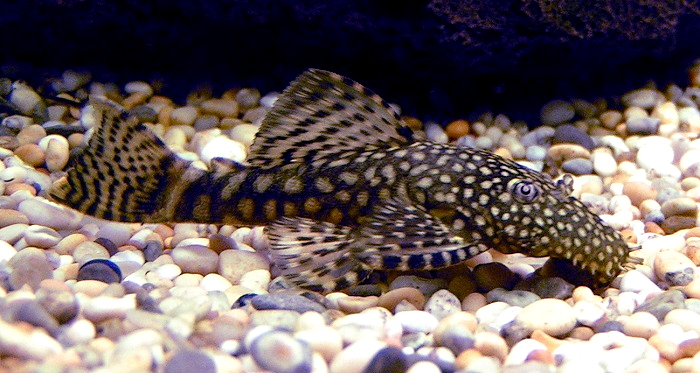
Ancistrus dolichopterus

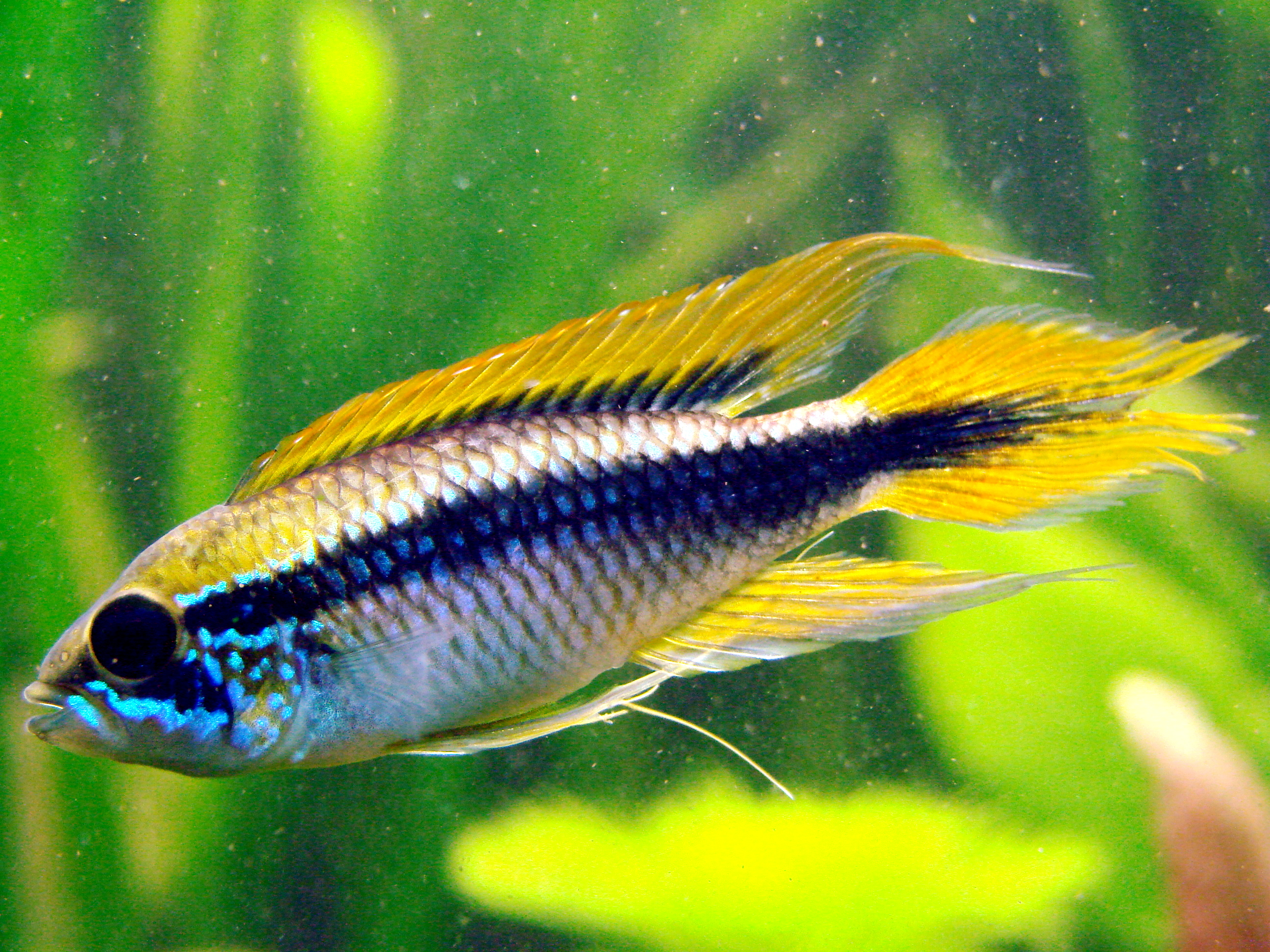
Apistogramma agassizii

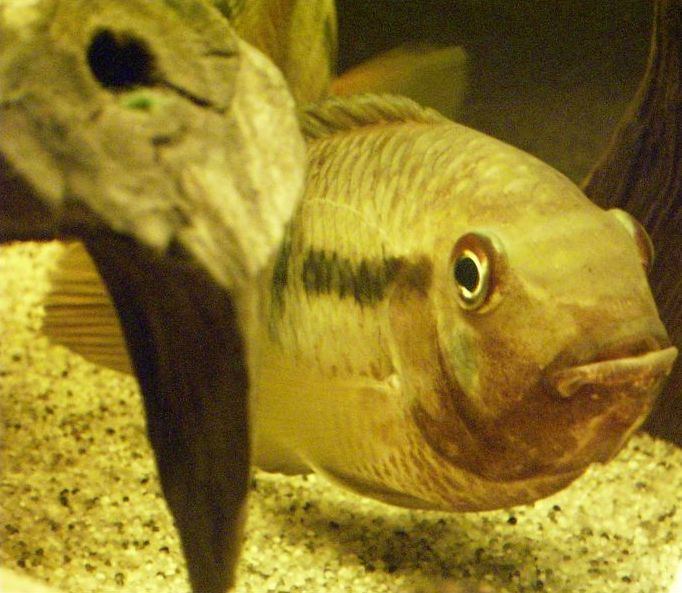
Aequidens tetramerus

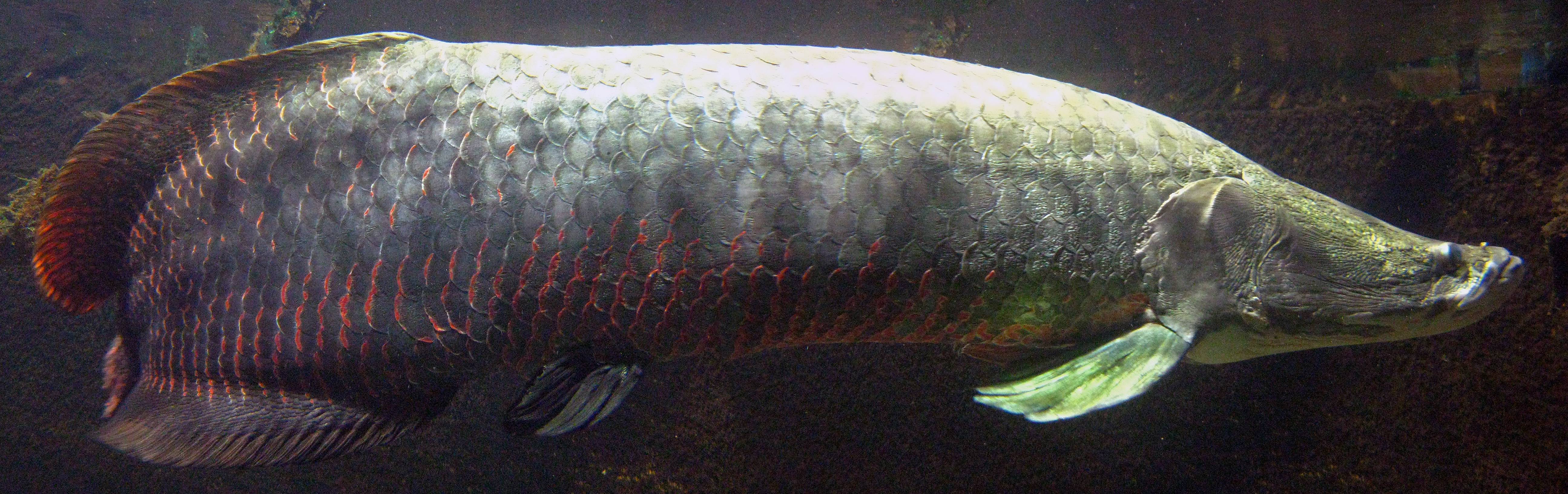
Arapaima gigas

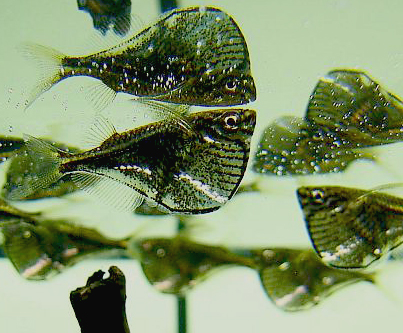
Carnegiella marthae

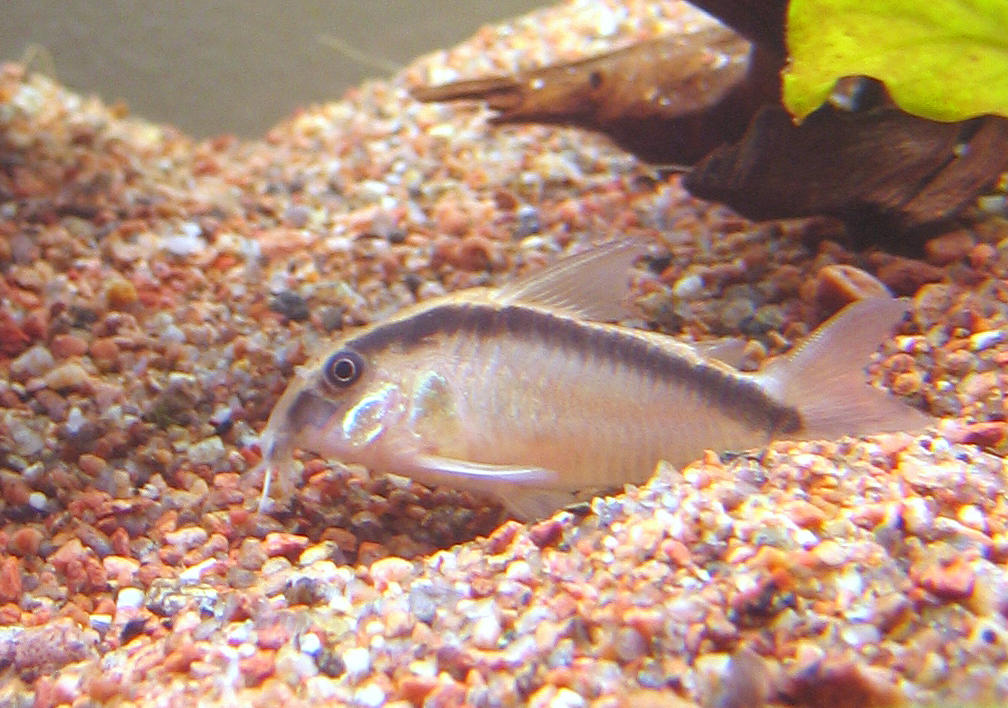
Corydoras arcuatus

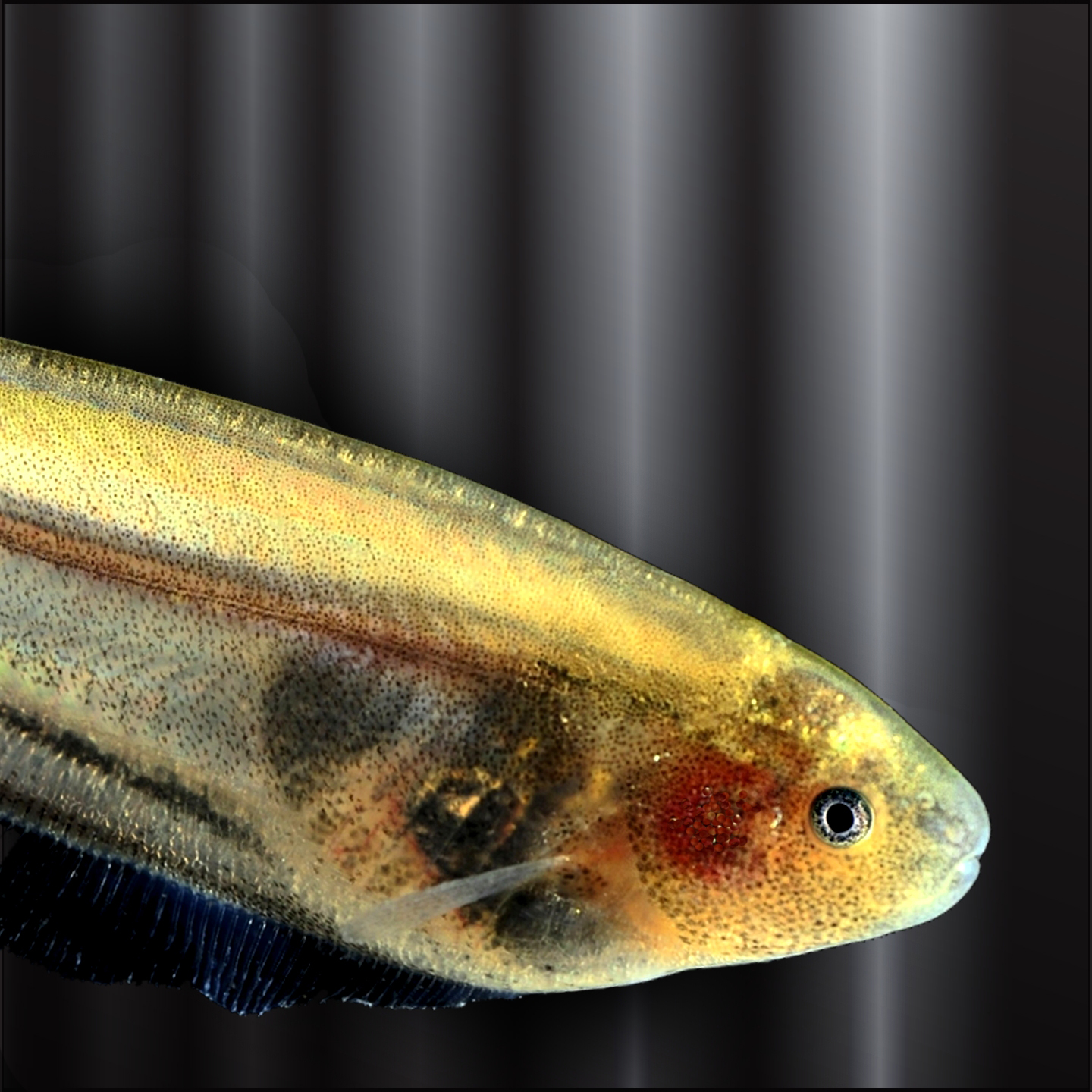
Eigenmannia virescens

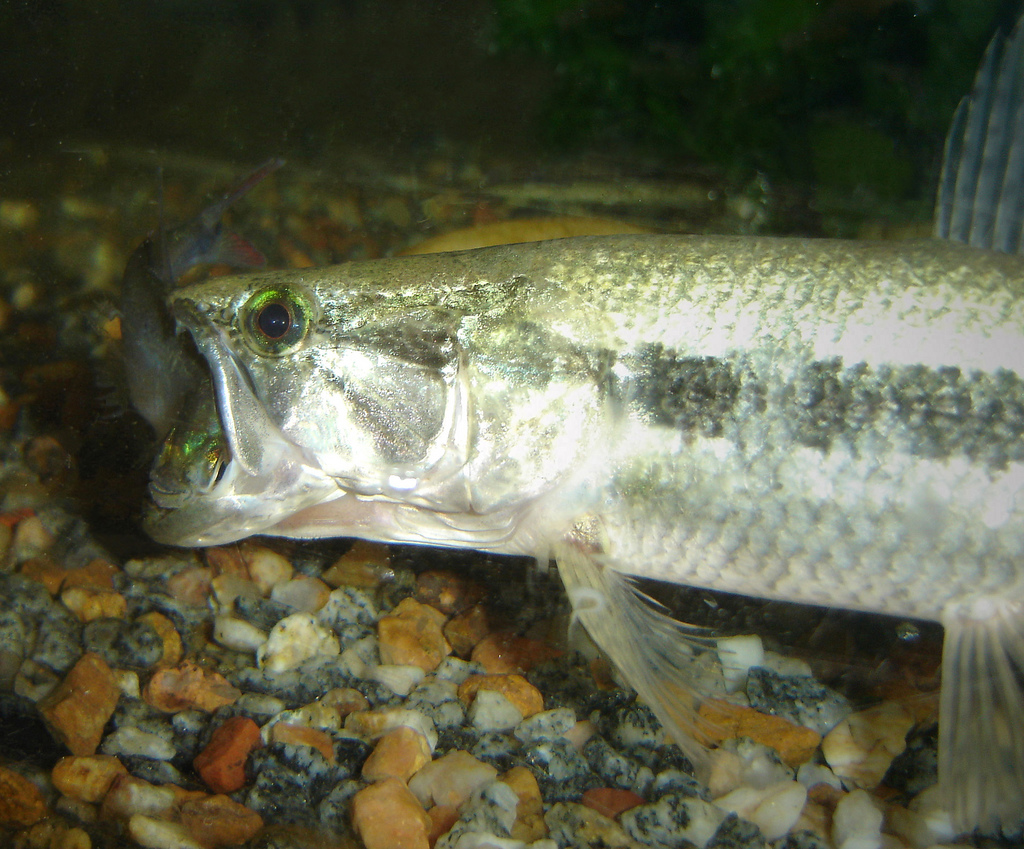
Hoplias malabaricus

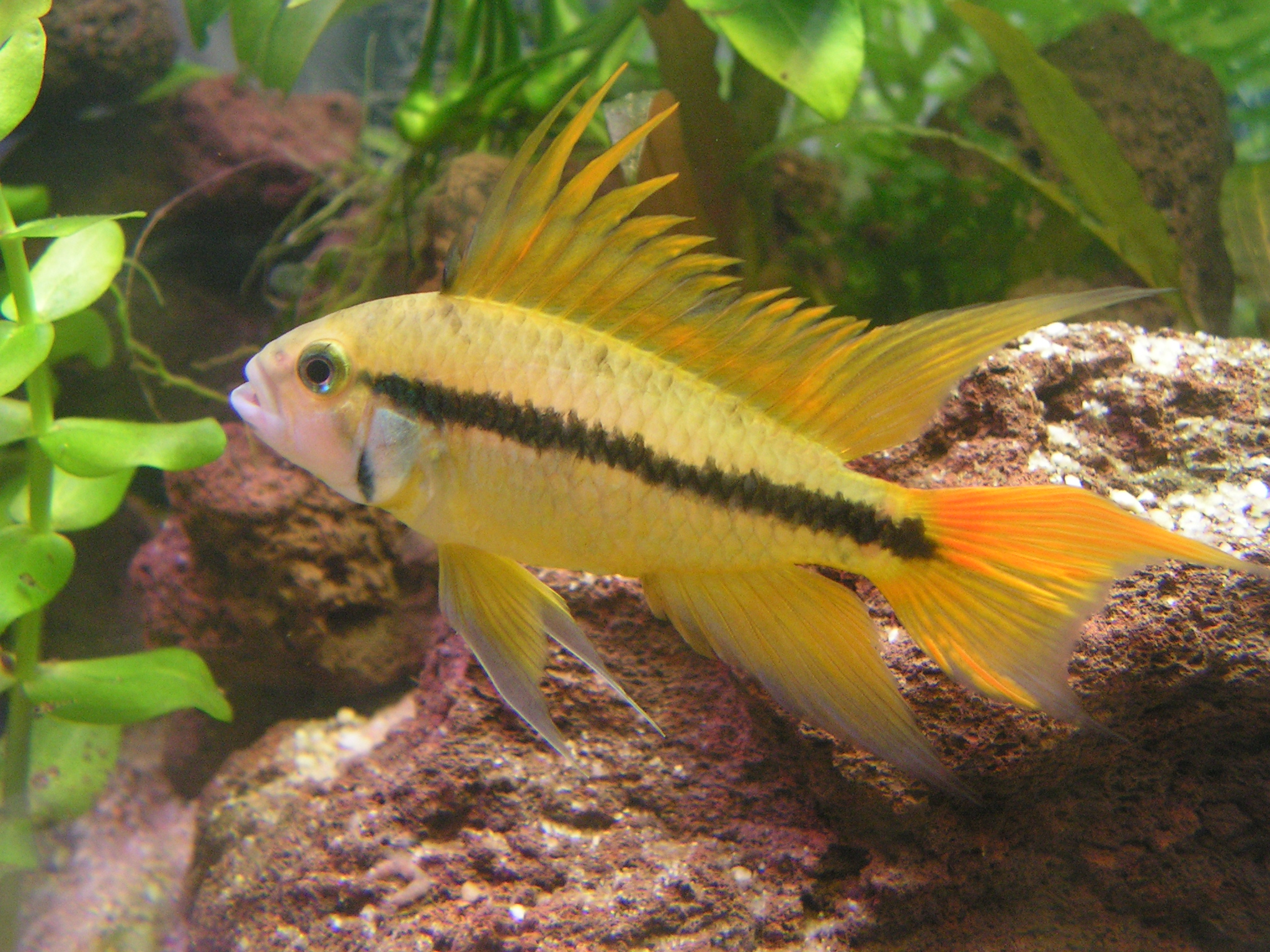
Apistogramma cacatuoides

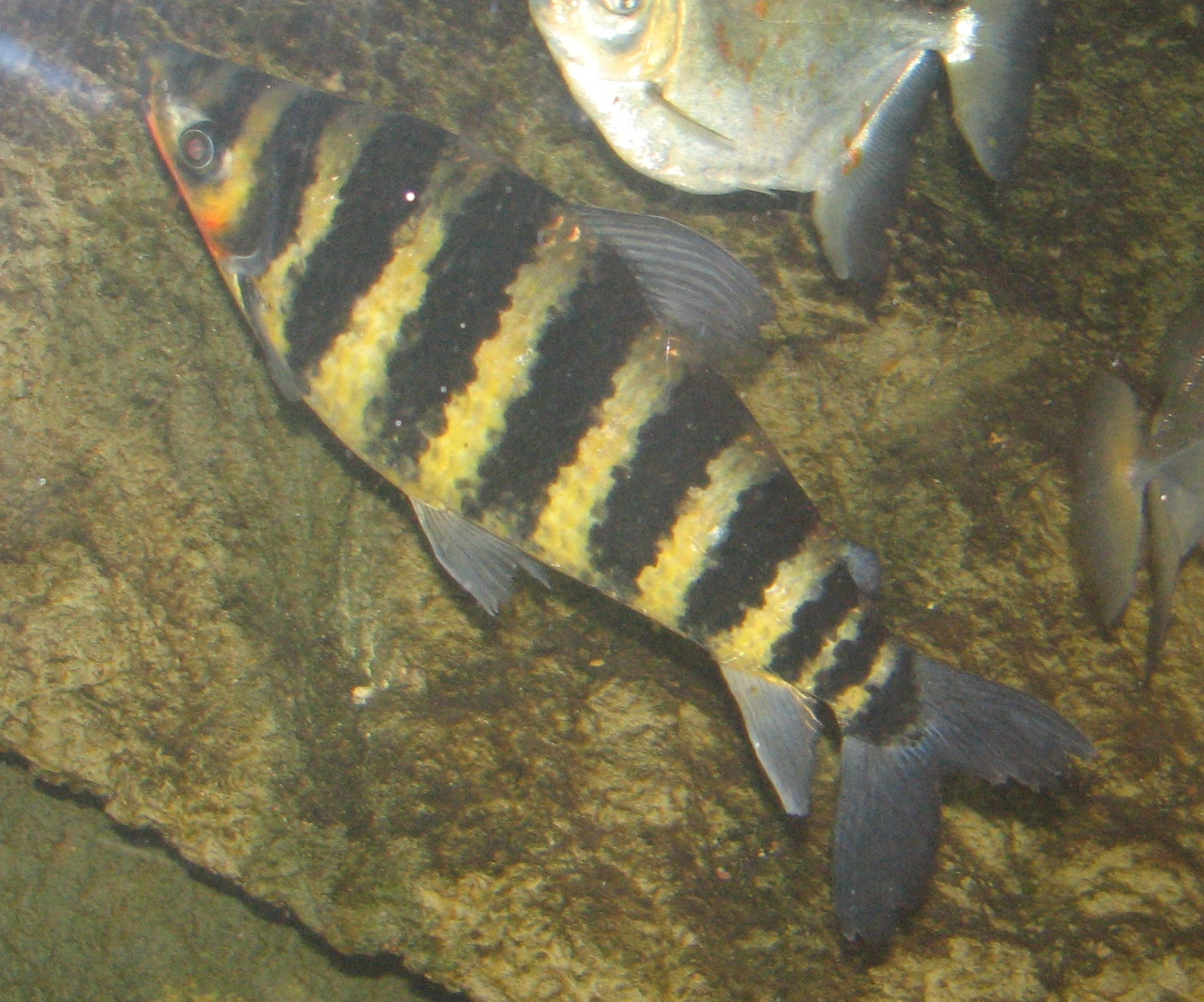
Leporinus fasciatus

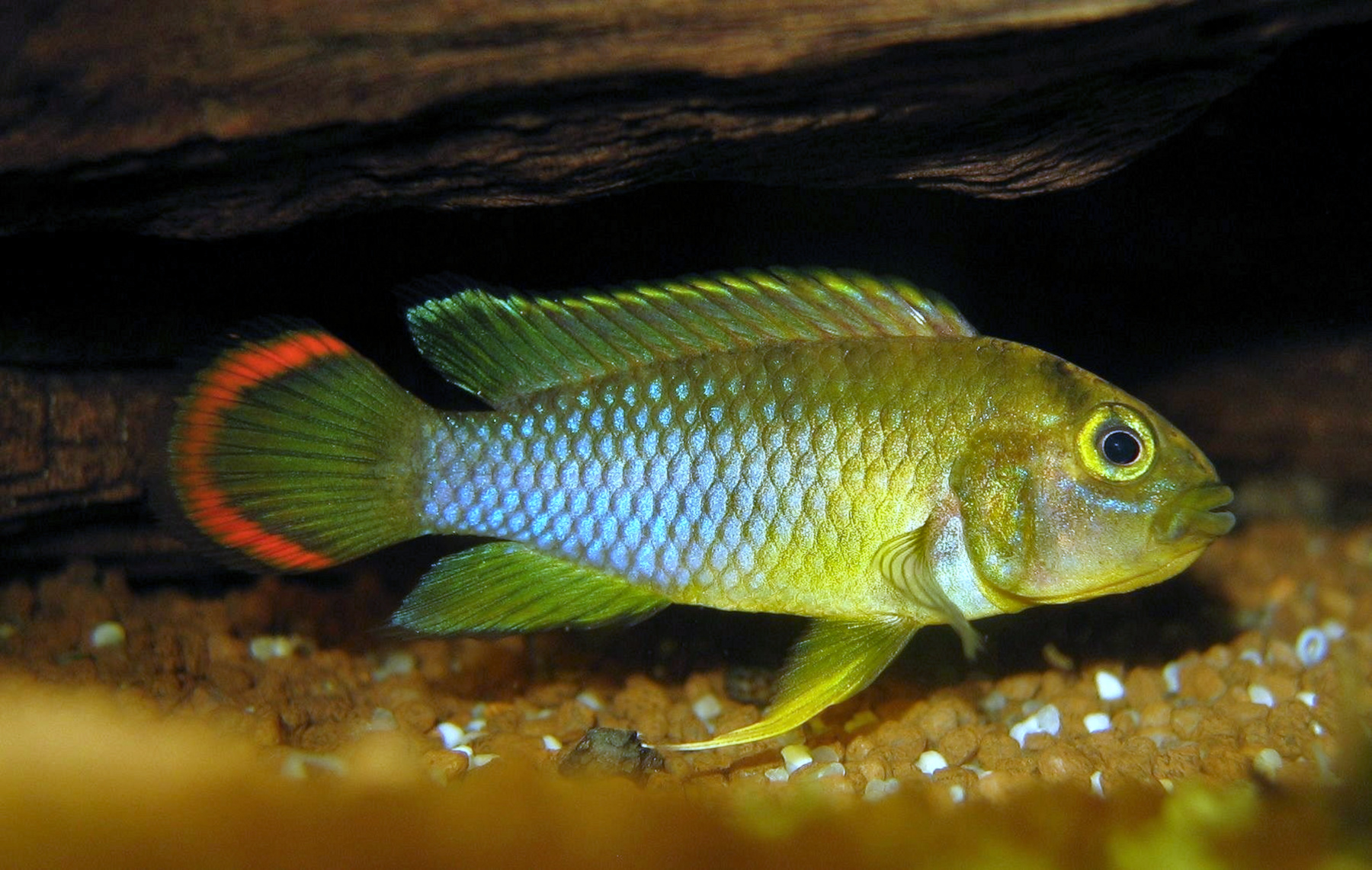
Apistogramma nijsseni

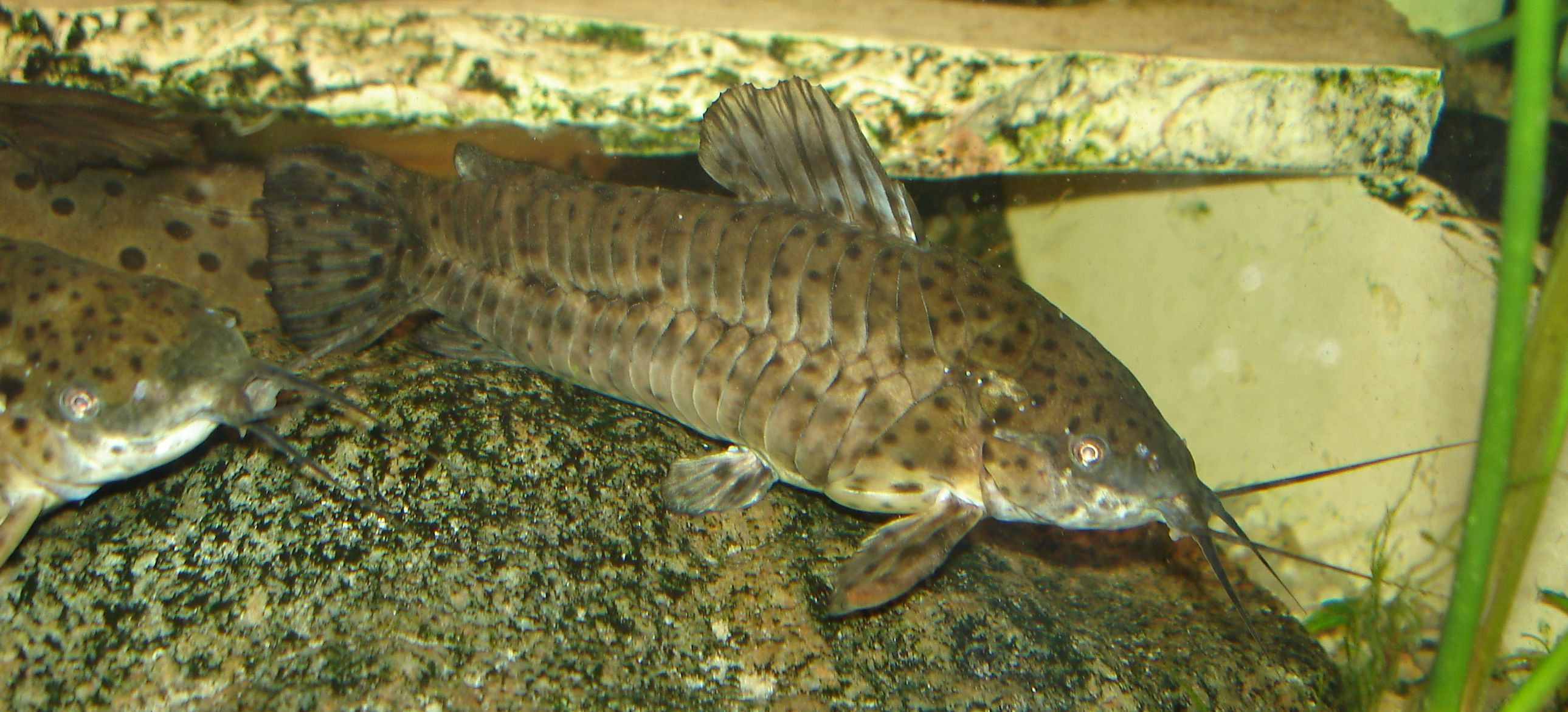
Megalechis thoracata

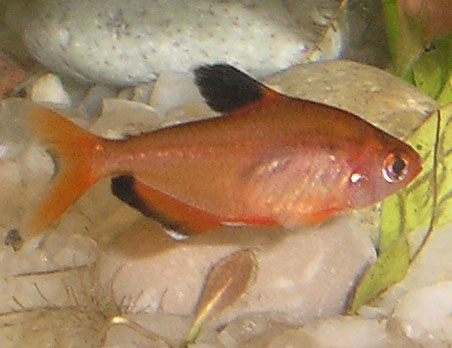
Hyphessobrycon eques

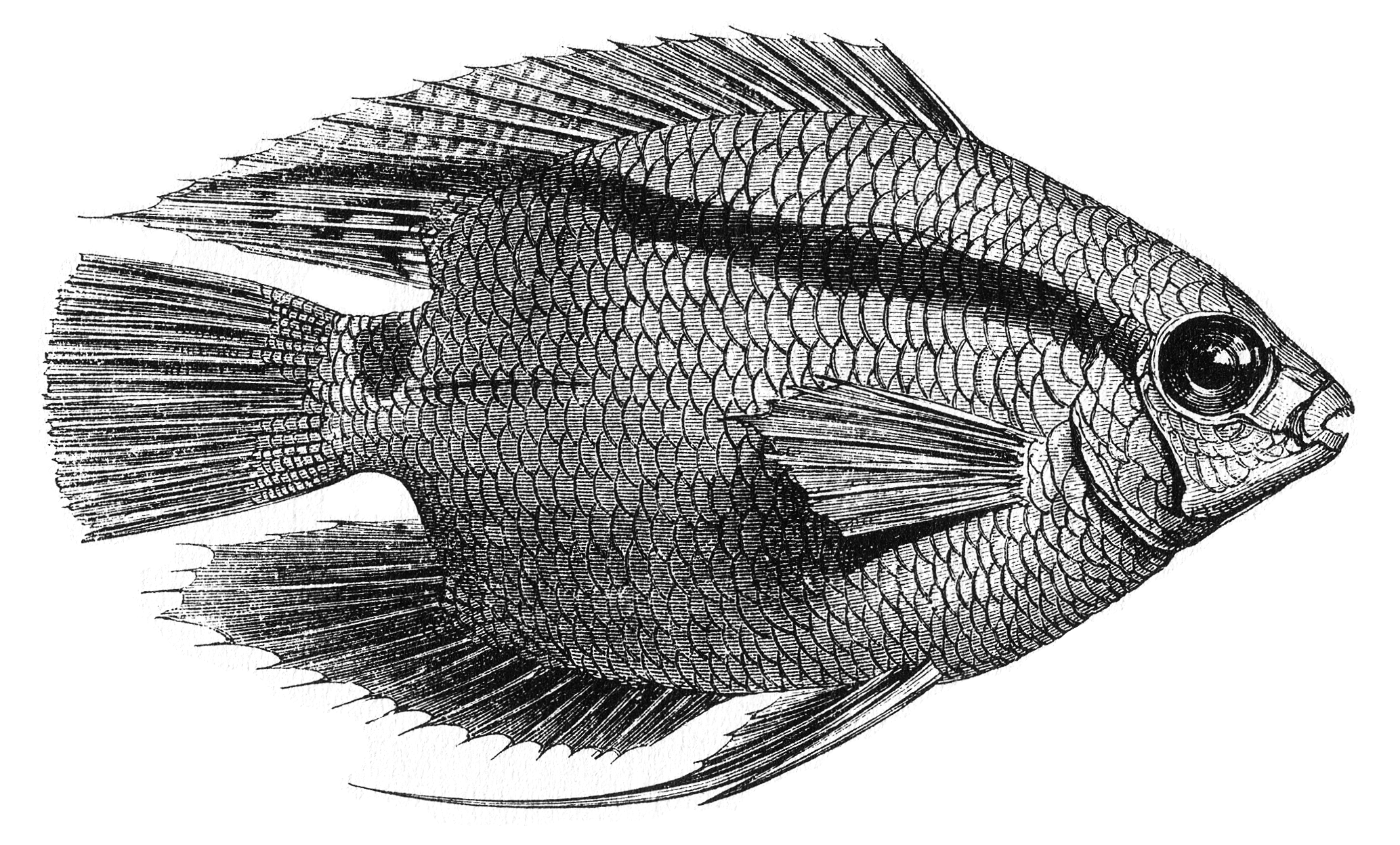
Mesonauta insignis

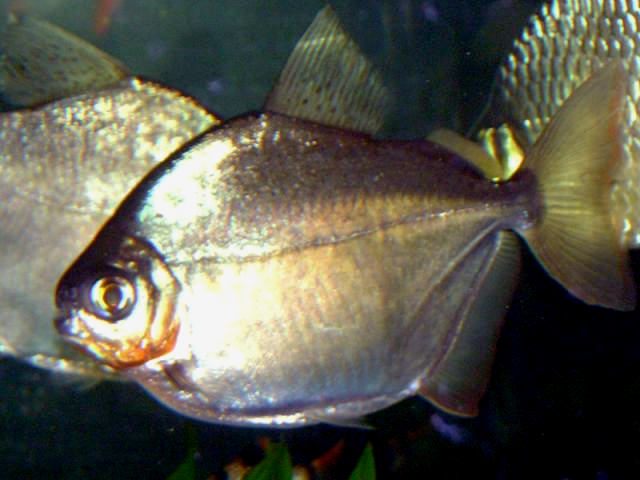
Metynnis argenteus

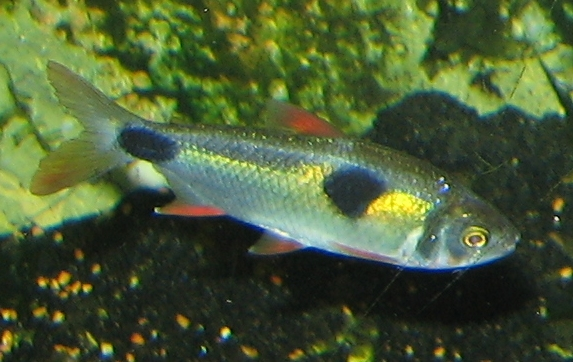
Exodon paradoxus

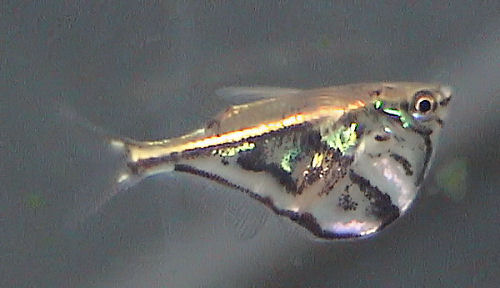
Carnegiella strigata

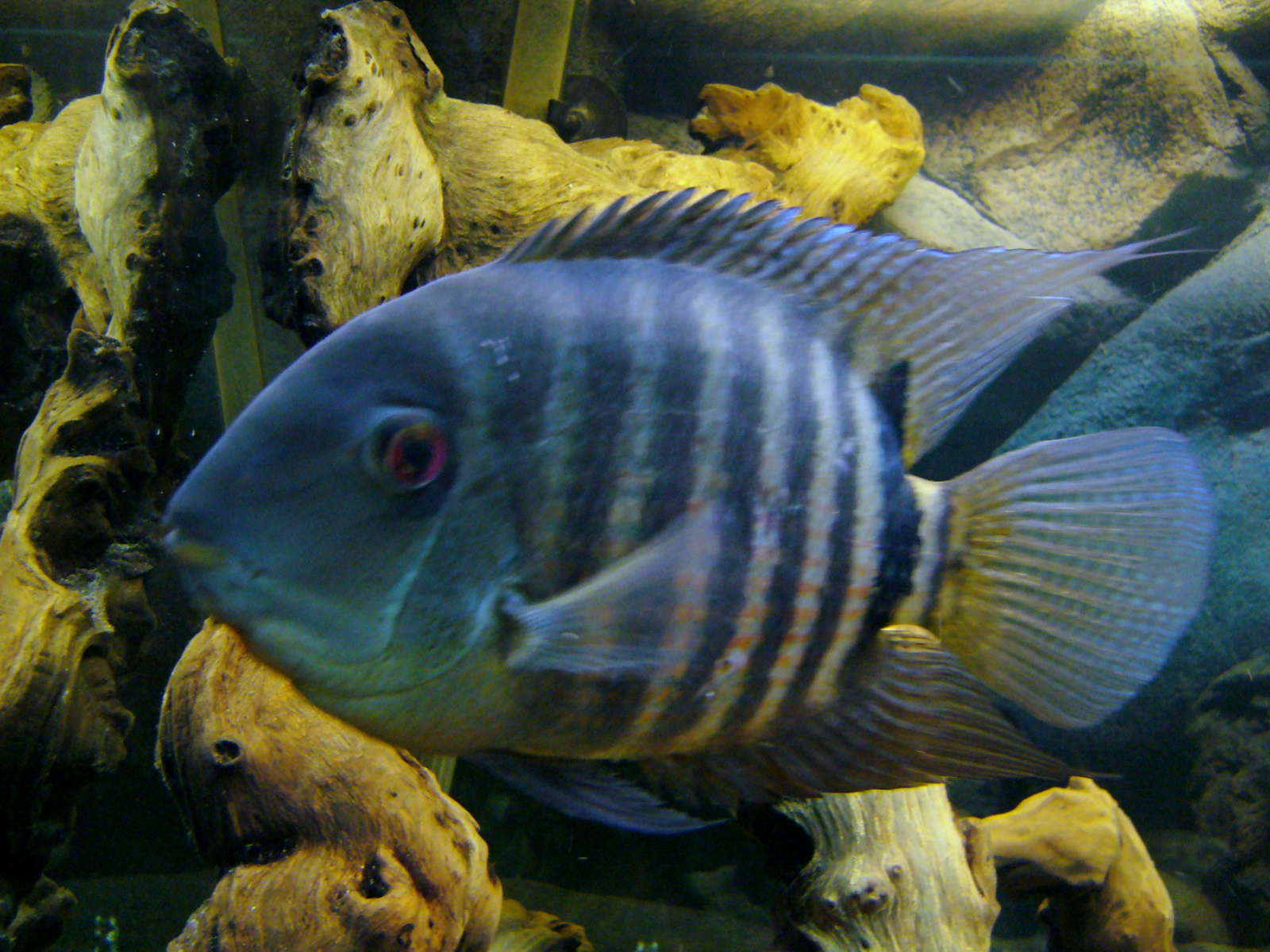
Heros severus

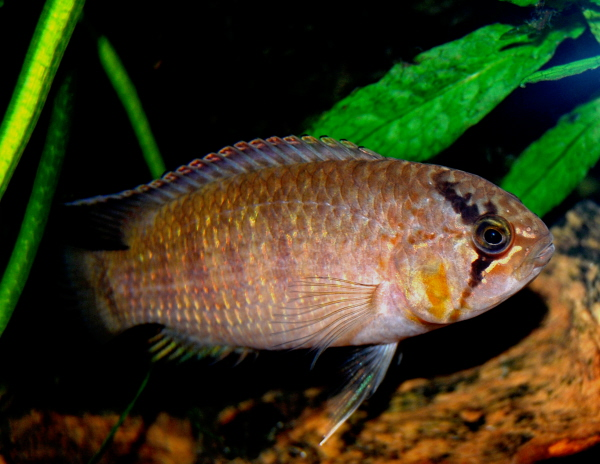
Nannacara adoketa

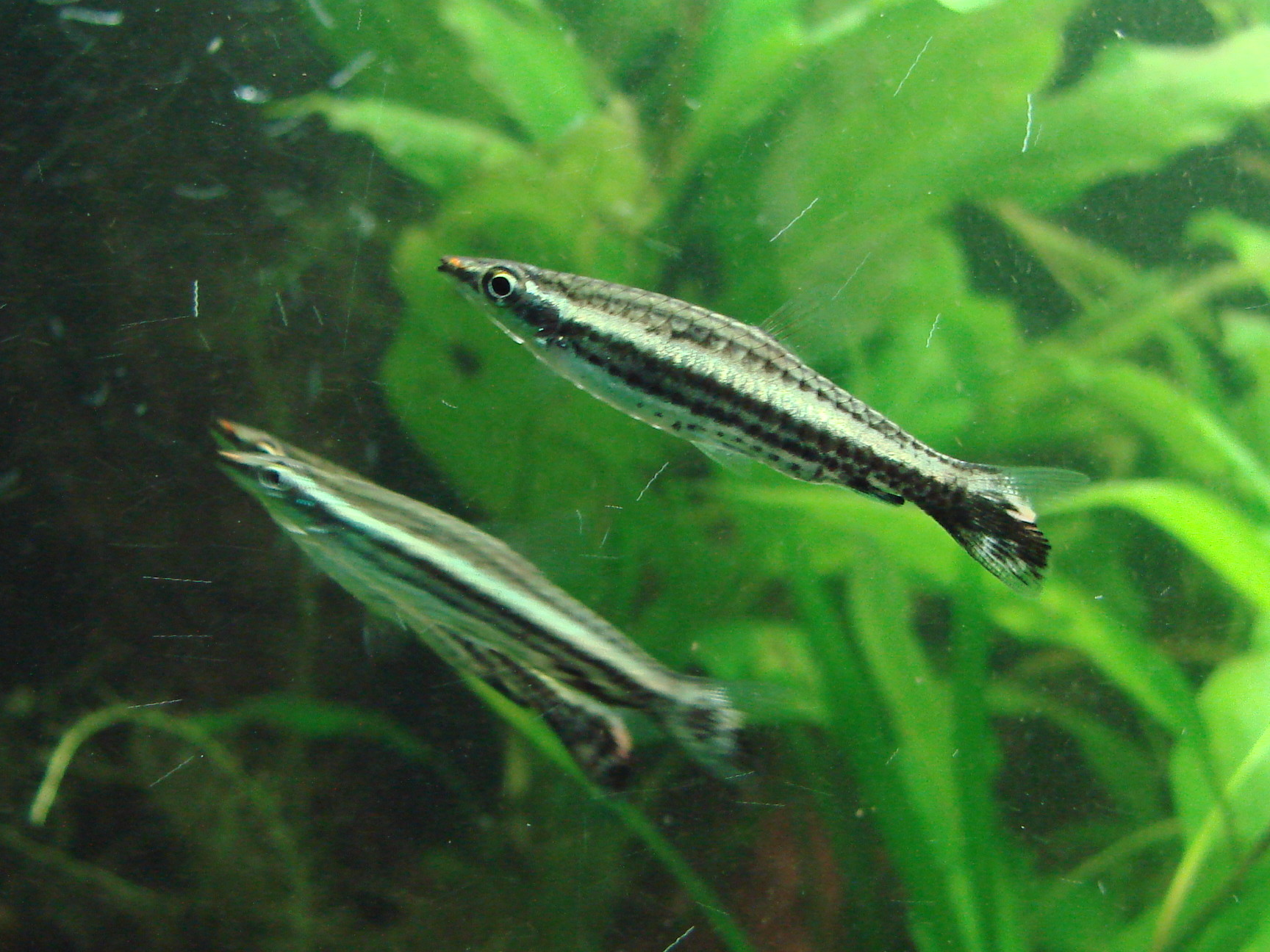
Nannostomus eques

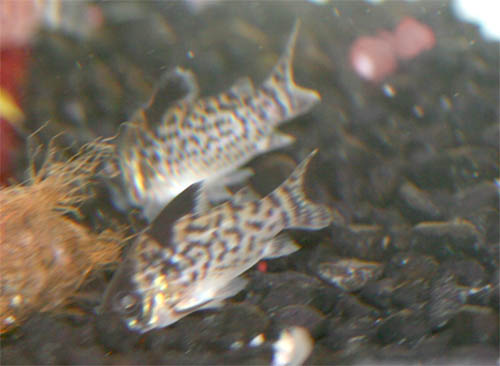
Corydoras leucomelas

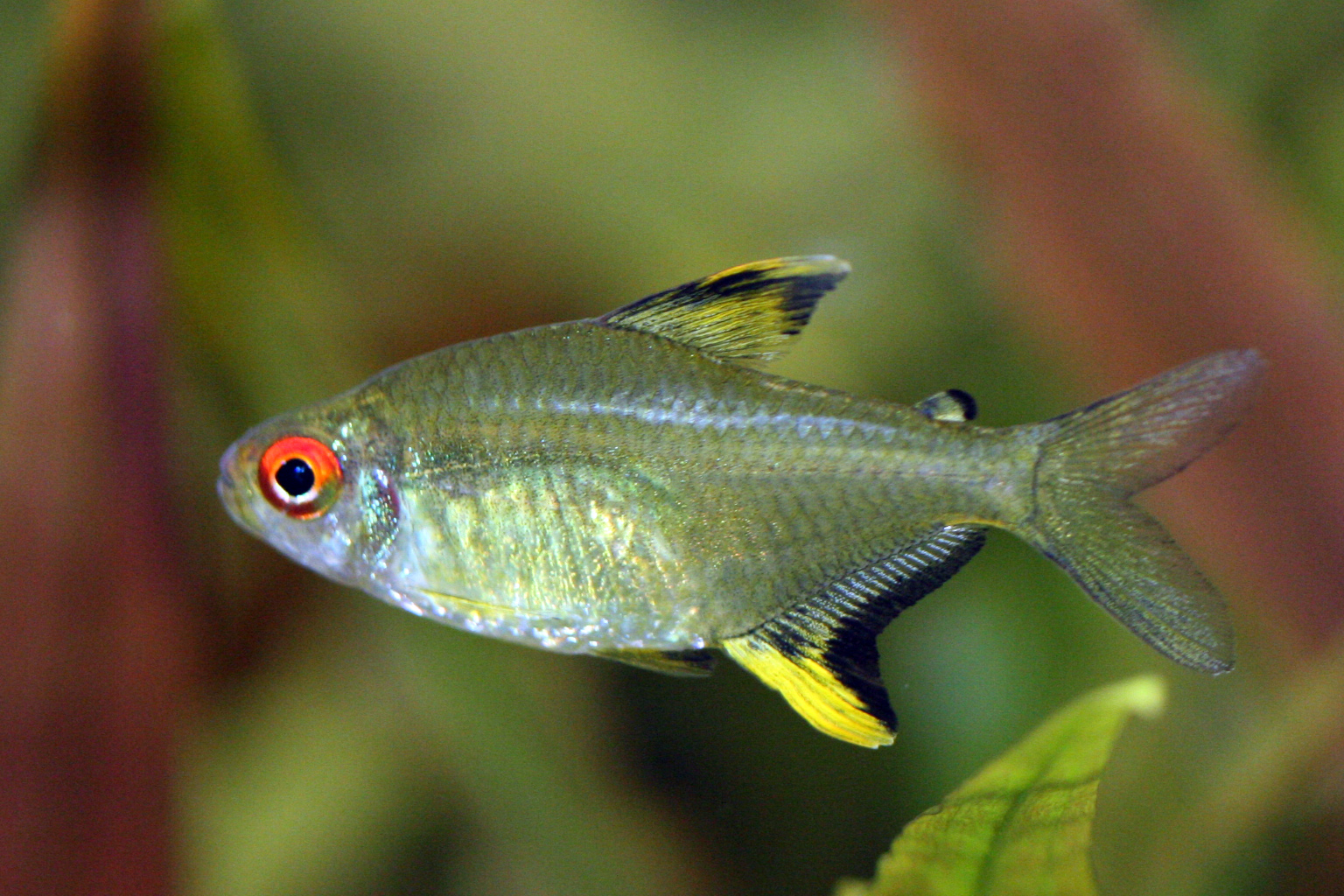
Hyphessobrycon pulchripinnis

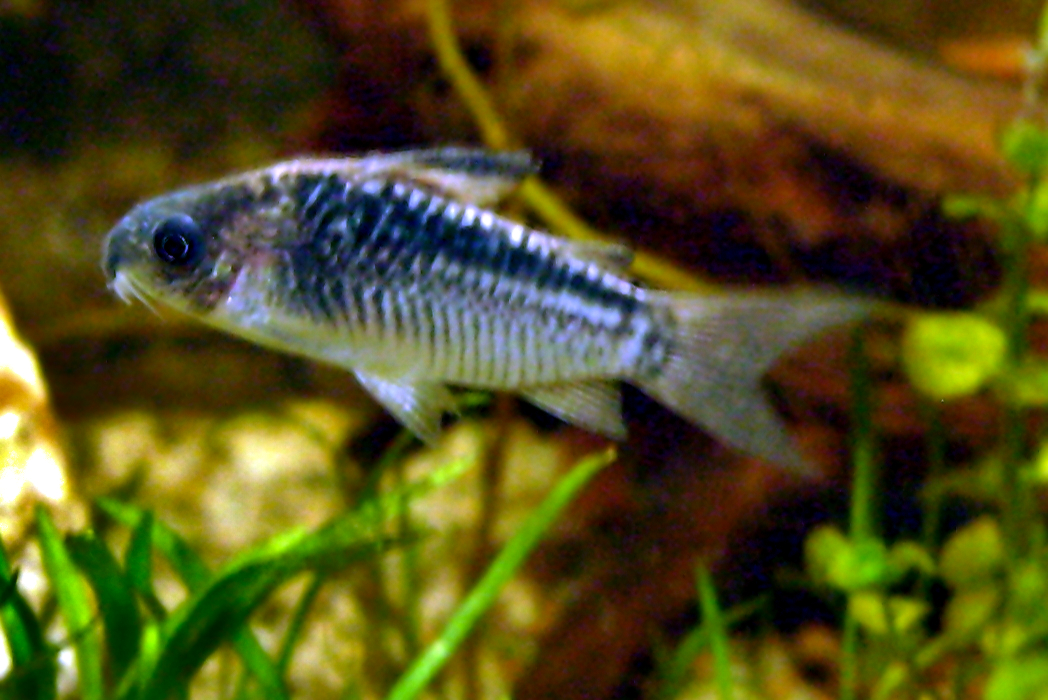
Corydoras elegans

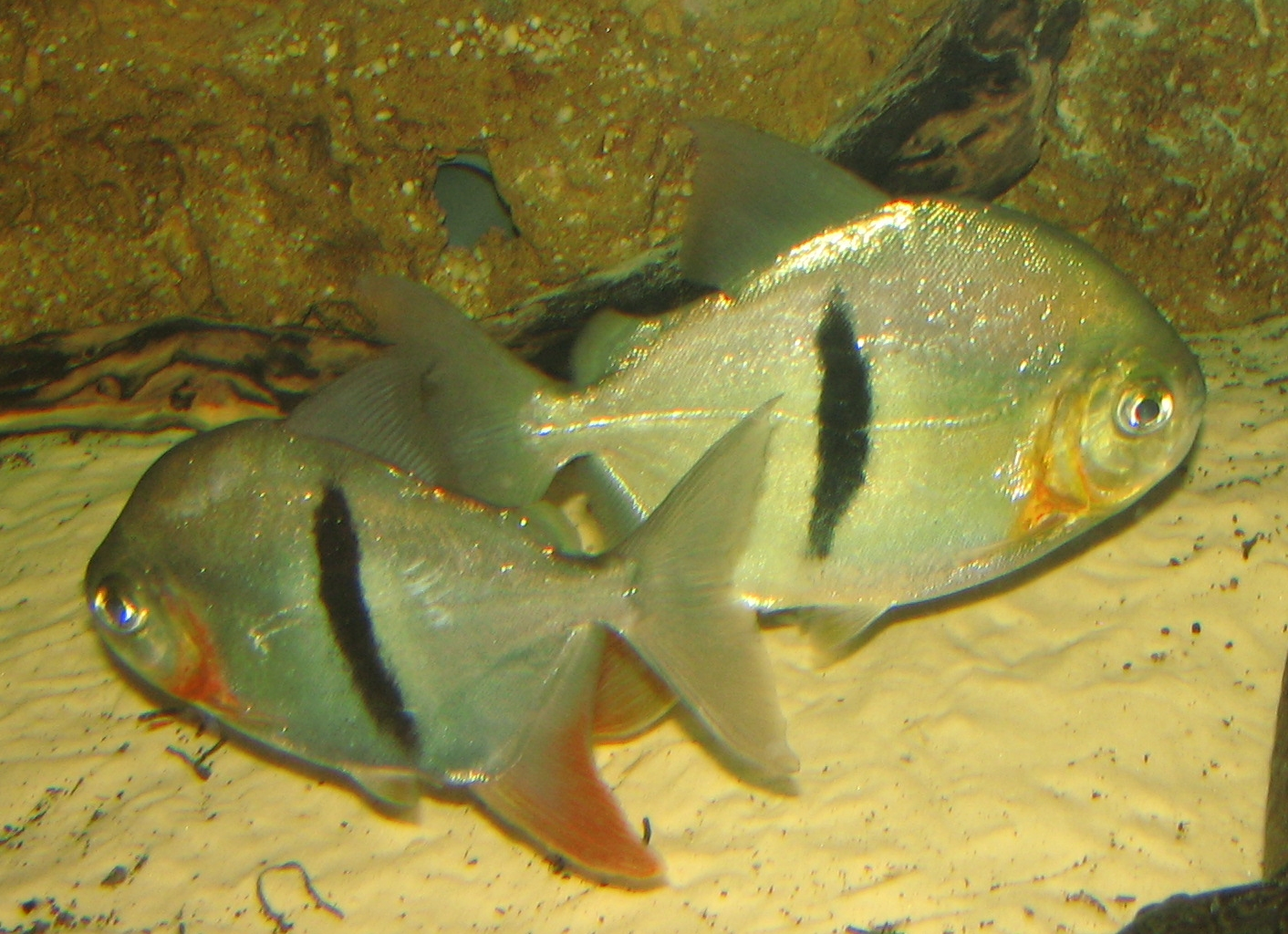
Myleus schomburgkii

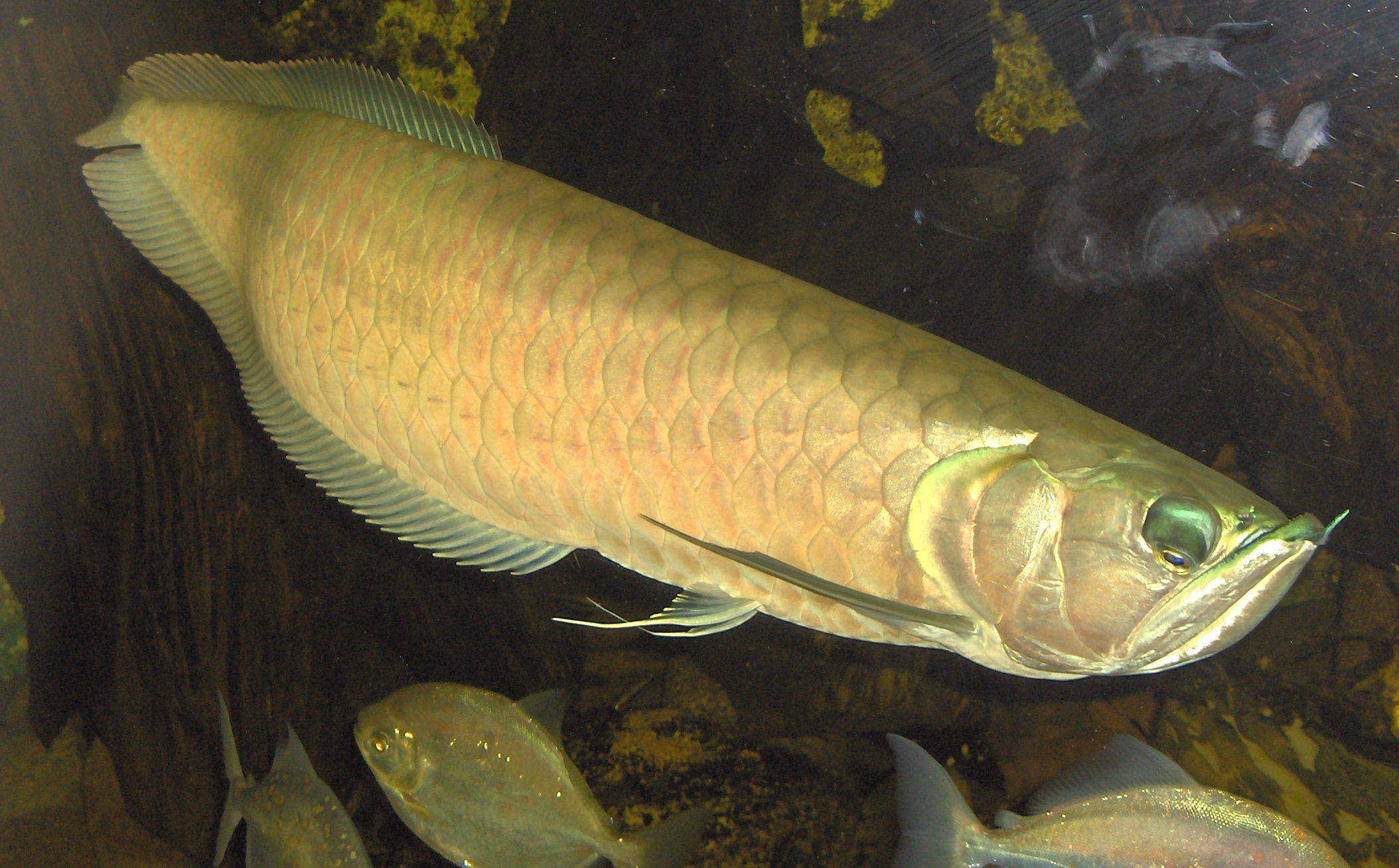
Osteoglossum bicirrhosum

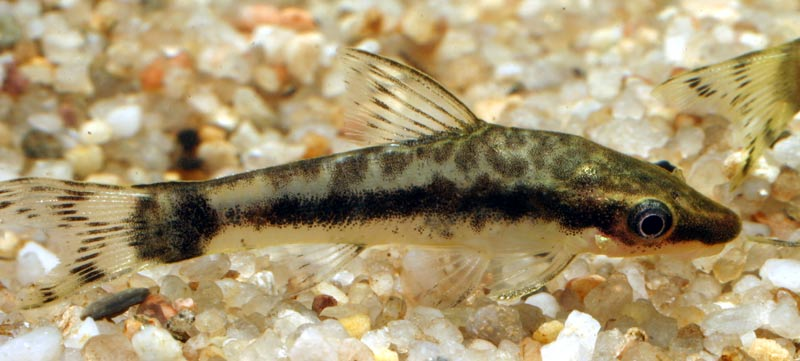
Otocinclus macrospilus

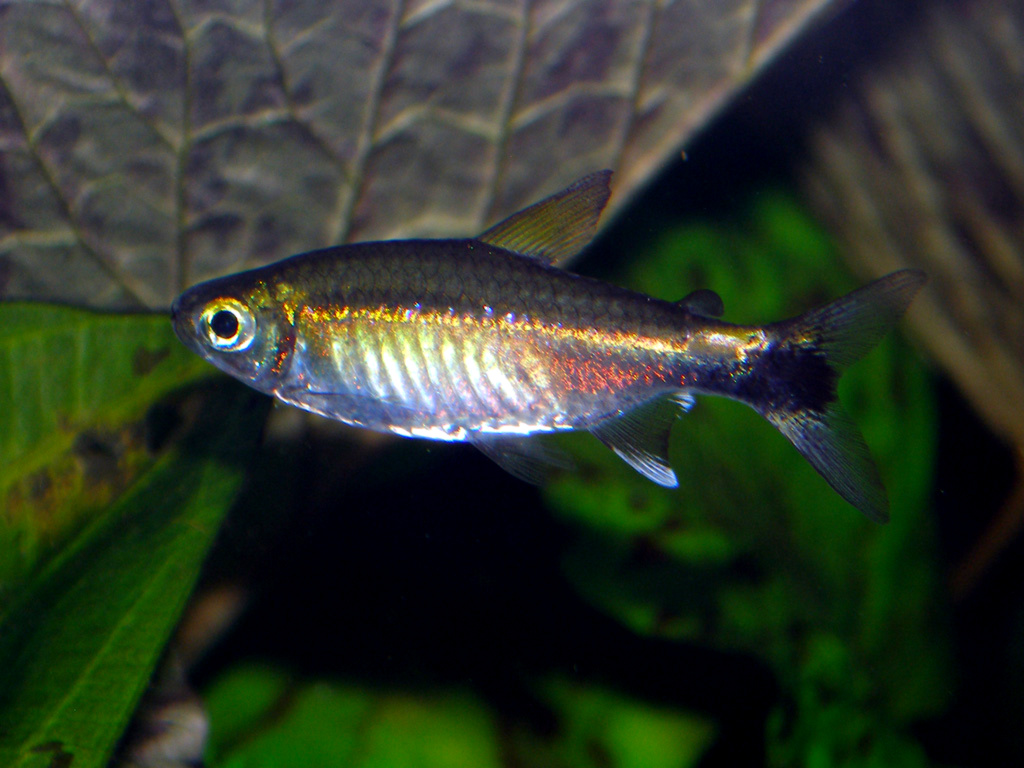
Hemigrammus hyanuary

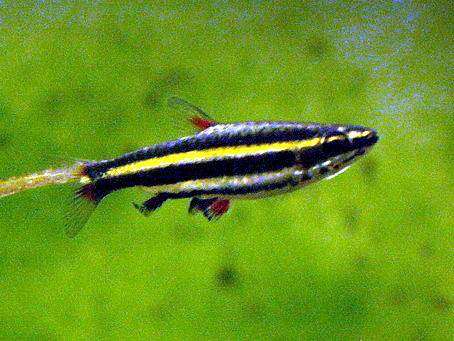
Nannostomus marginatus

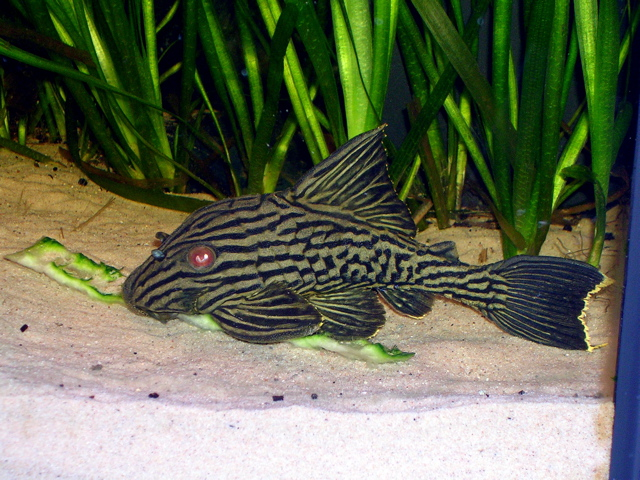
Panaque nigrolineatus

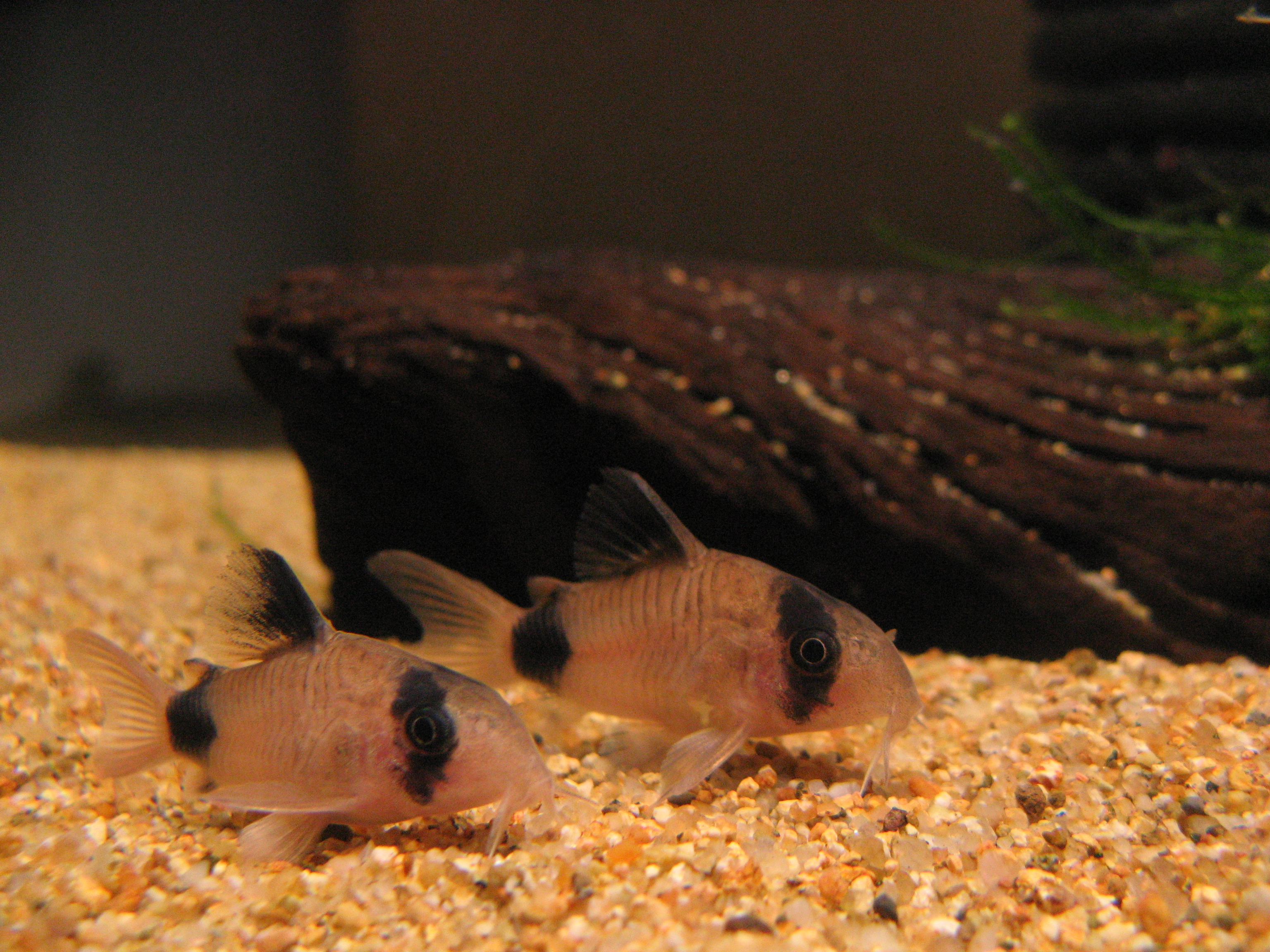
Corydoras panda

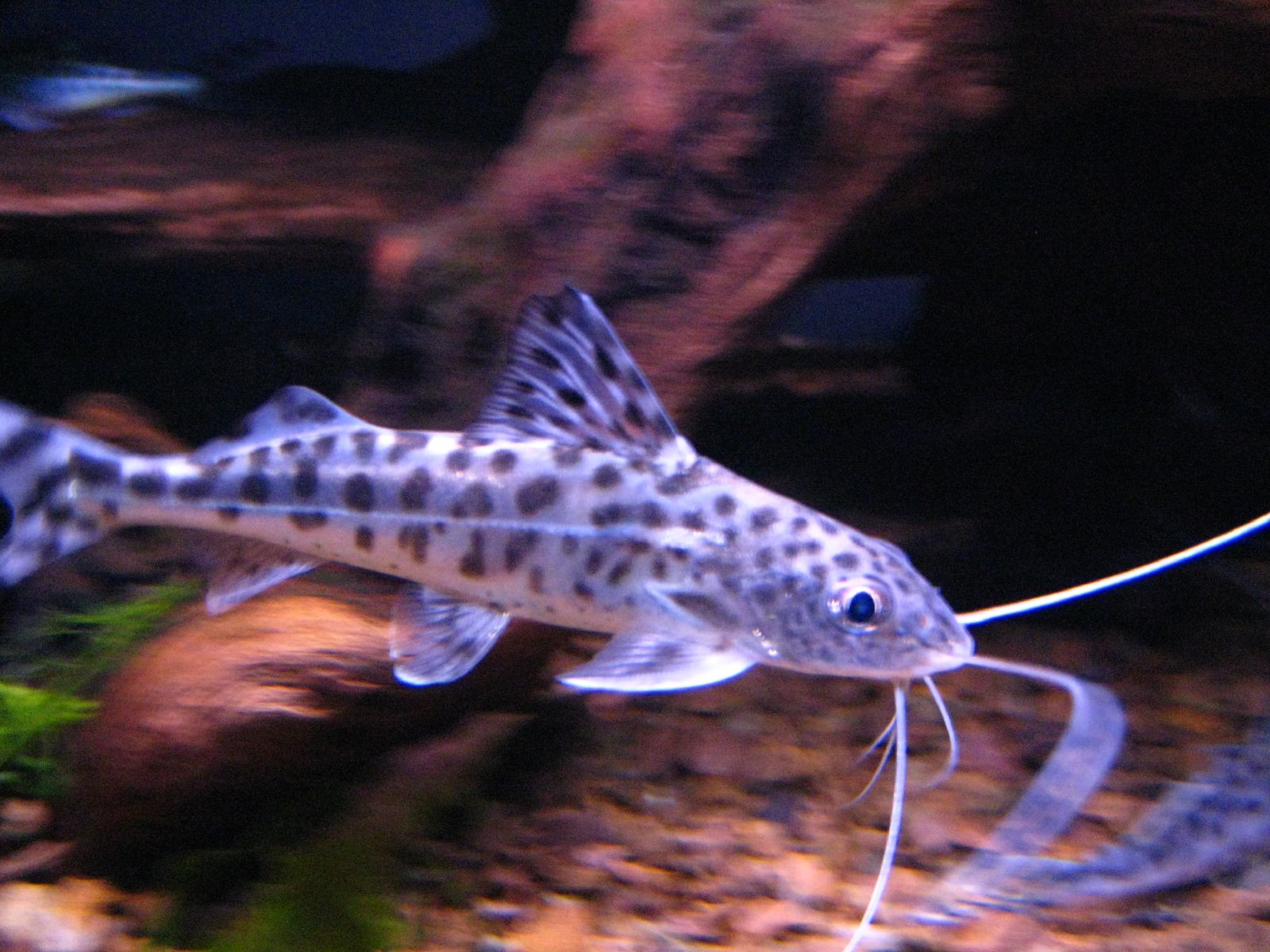
Pimelodus pictus

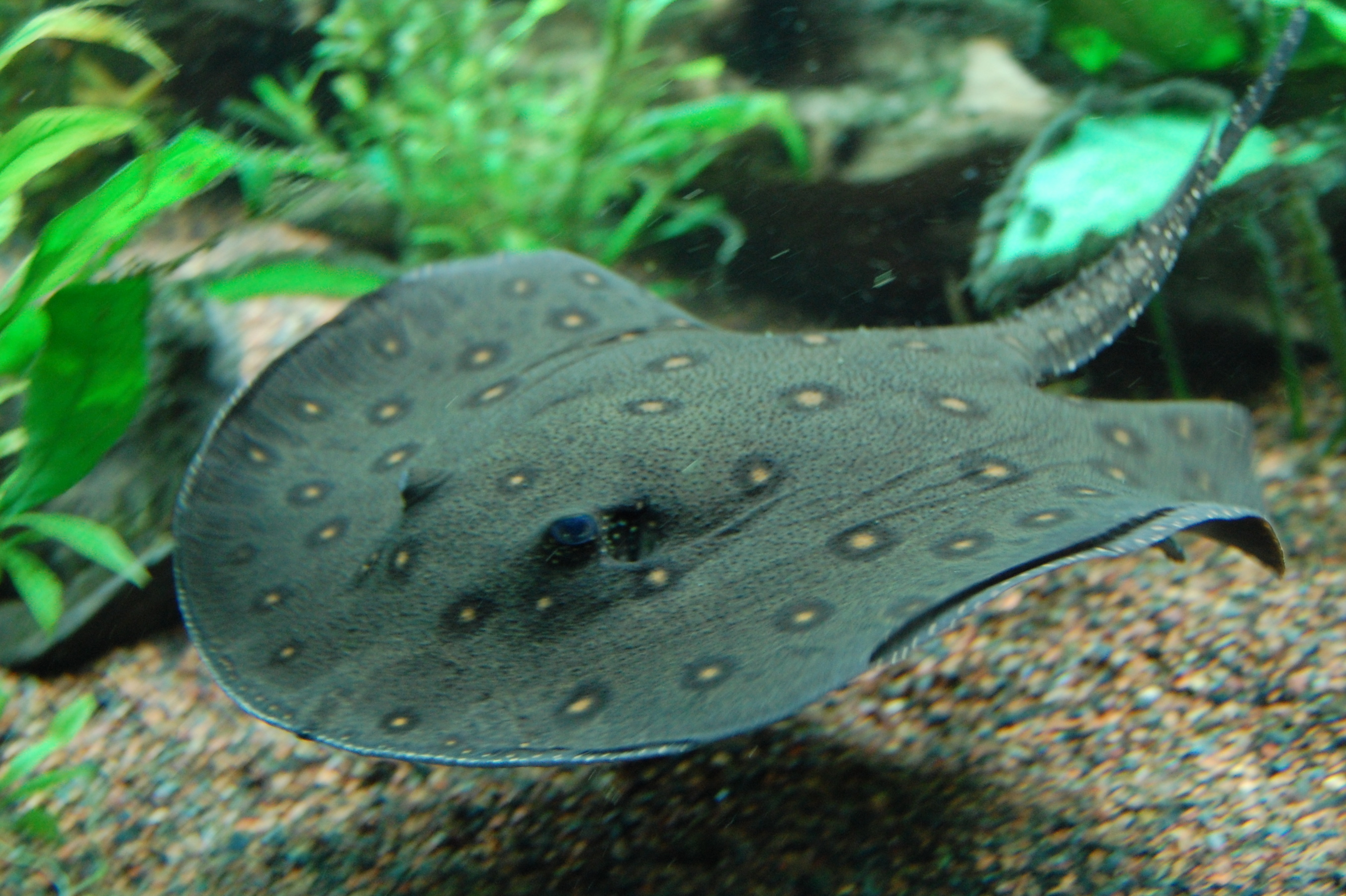
Potamotrygon motoro

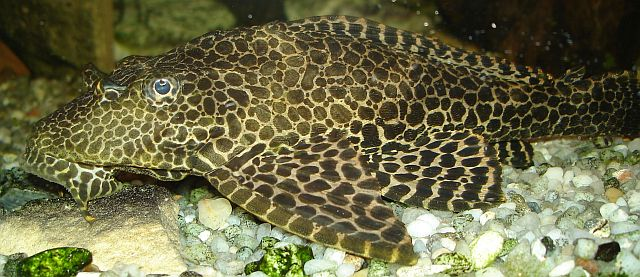
Pterygoplichthys gibbiceps

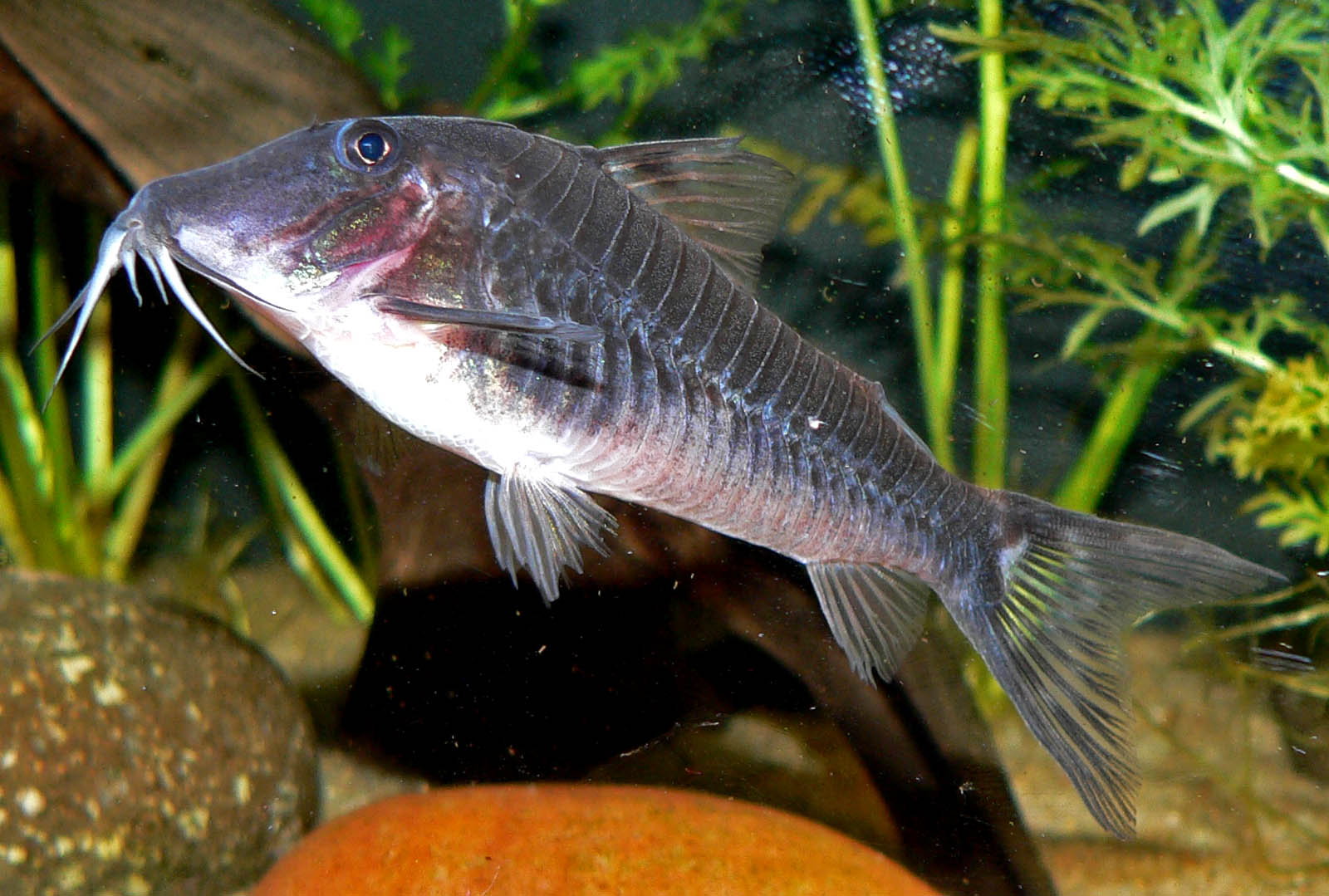
Corydoras semiaquilus

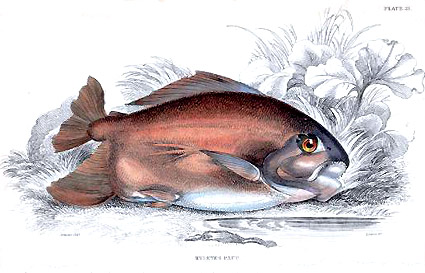
Myleus pacu

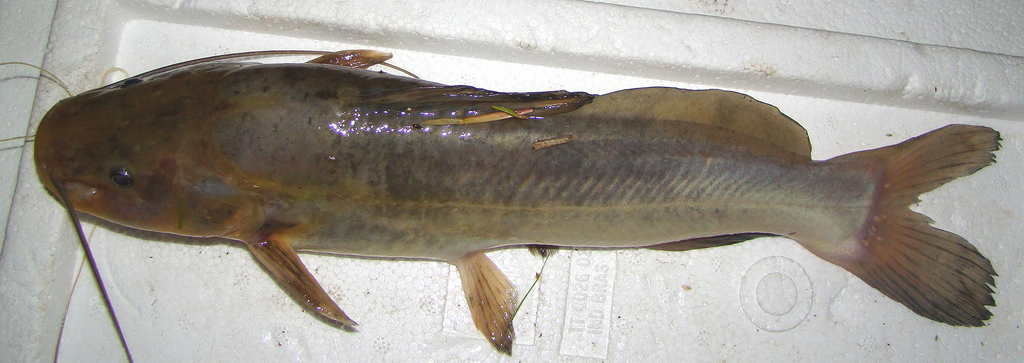
Rhamdia quelen

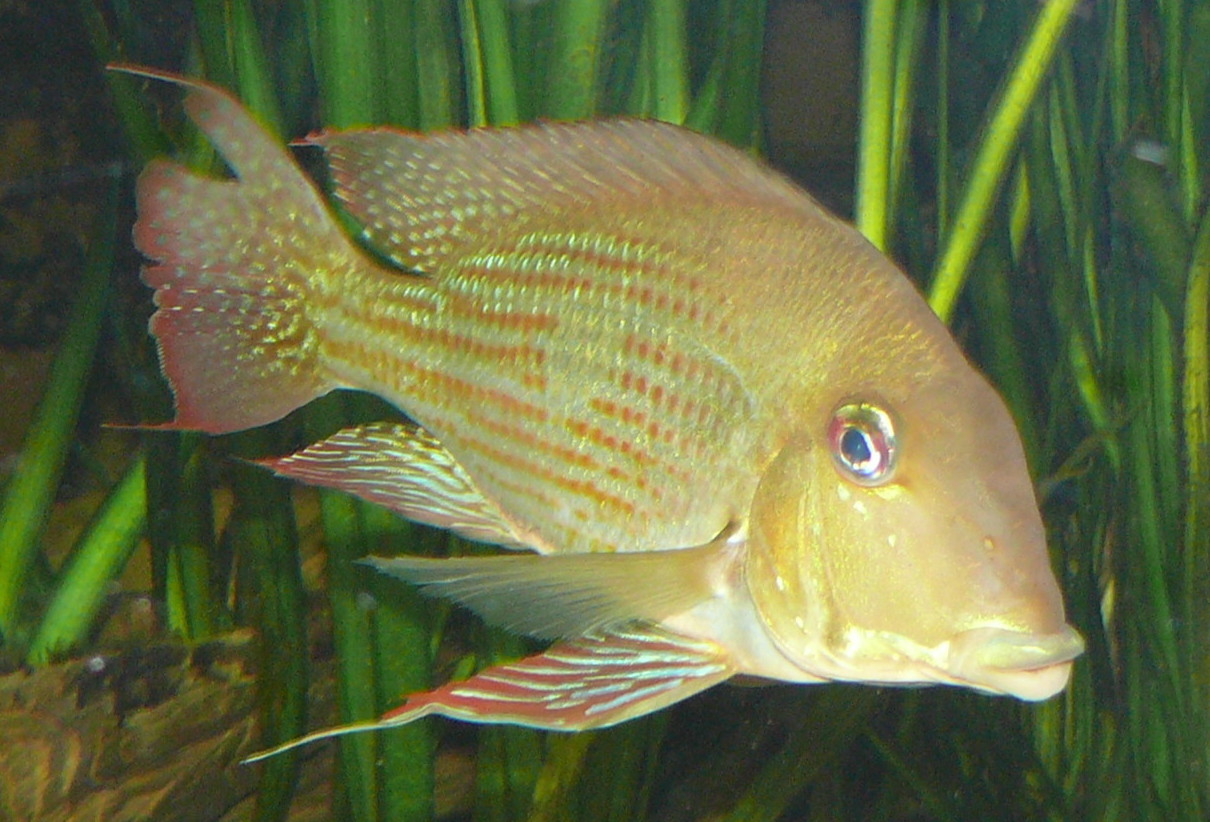
Satanoperca daemon

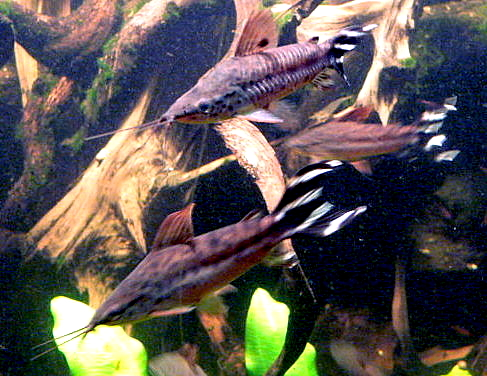
Dianema urostriatum

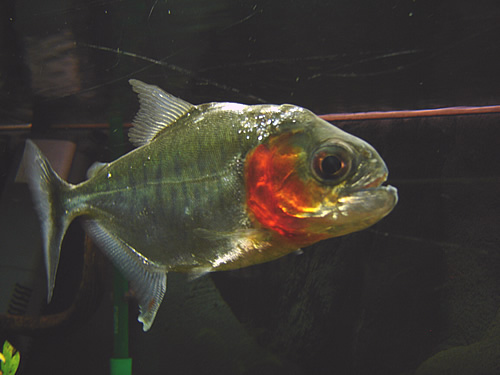
Serrasalmus manueli

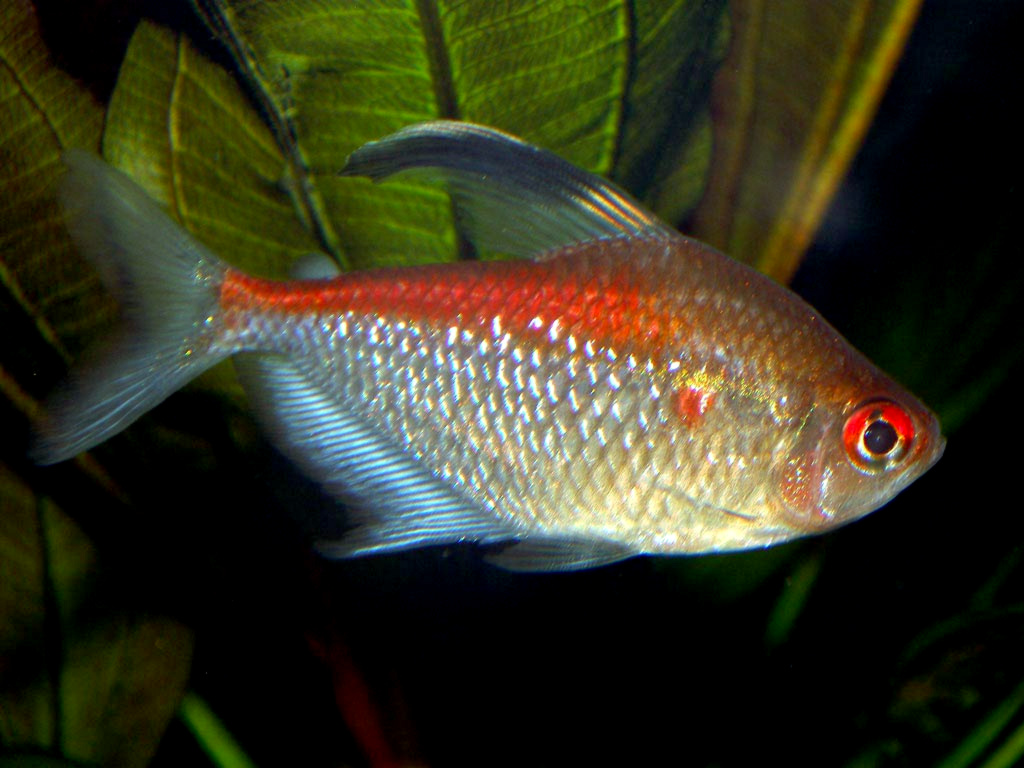
Hyphessobrycon pyrrhonotus

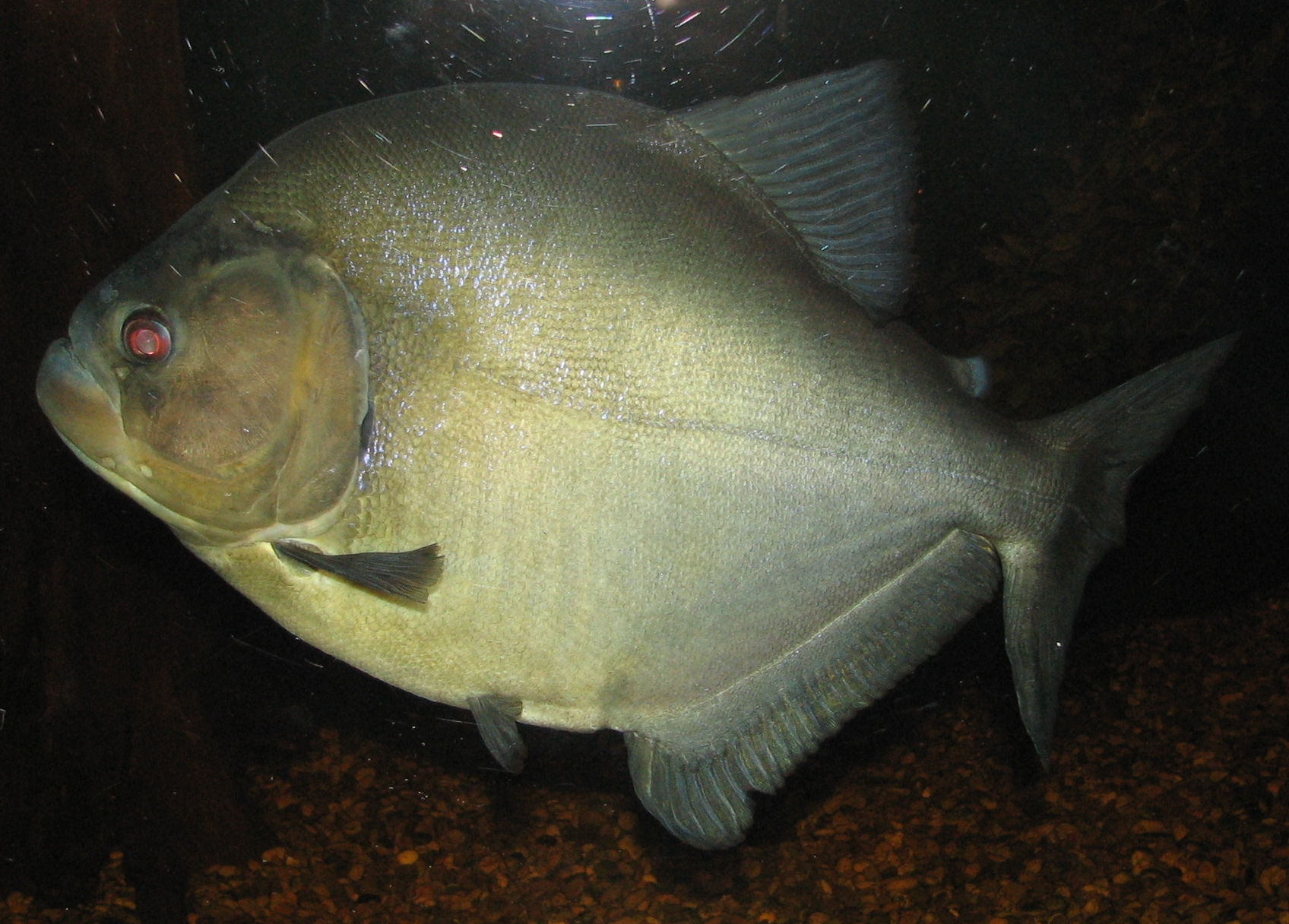
Serrasalmus rhombeus

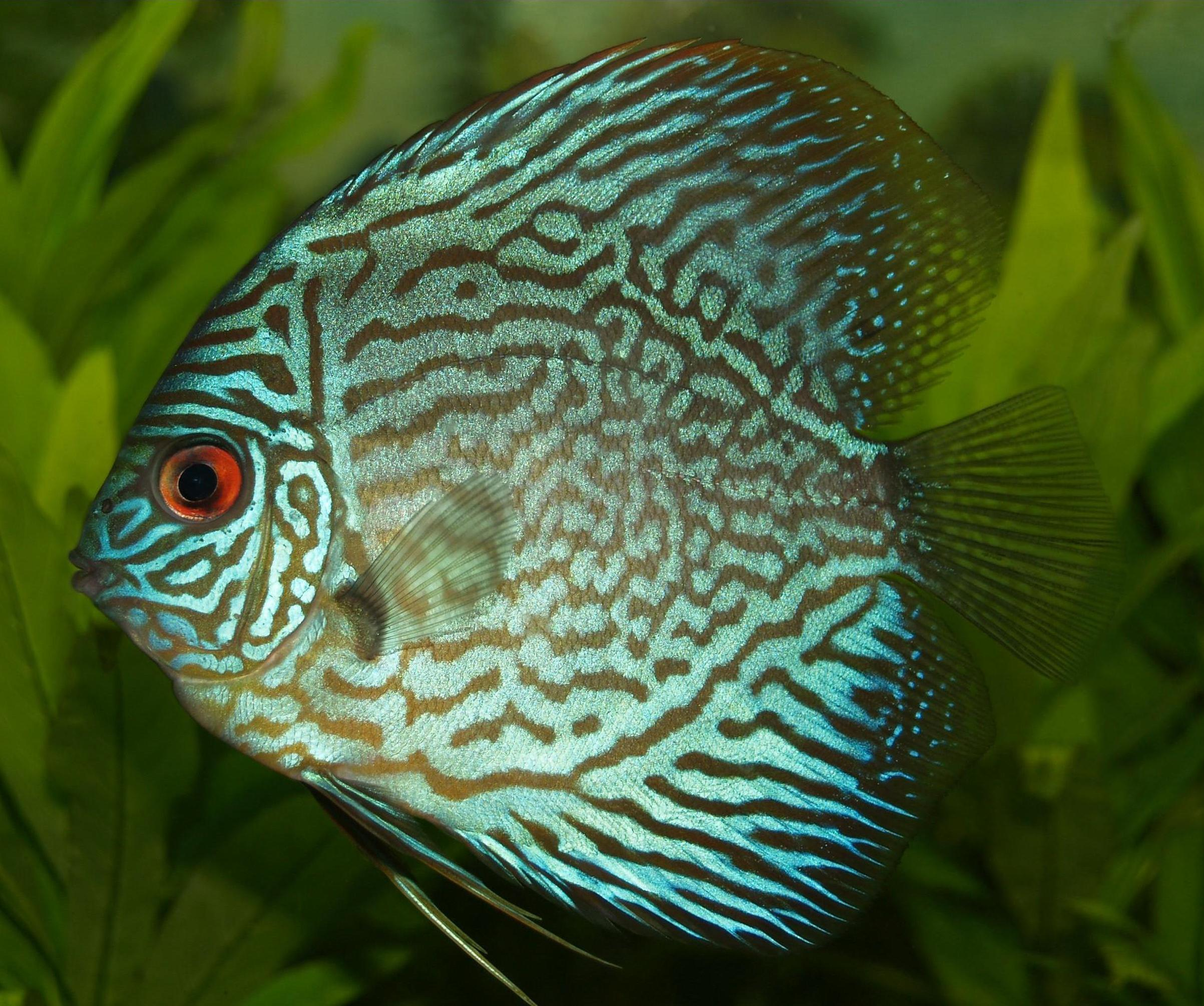
Symphysodon aequifasciata

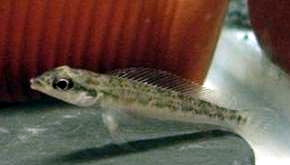
Teleocichla cinderella

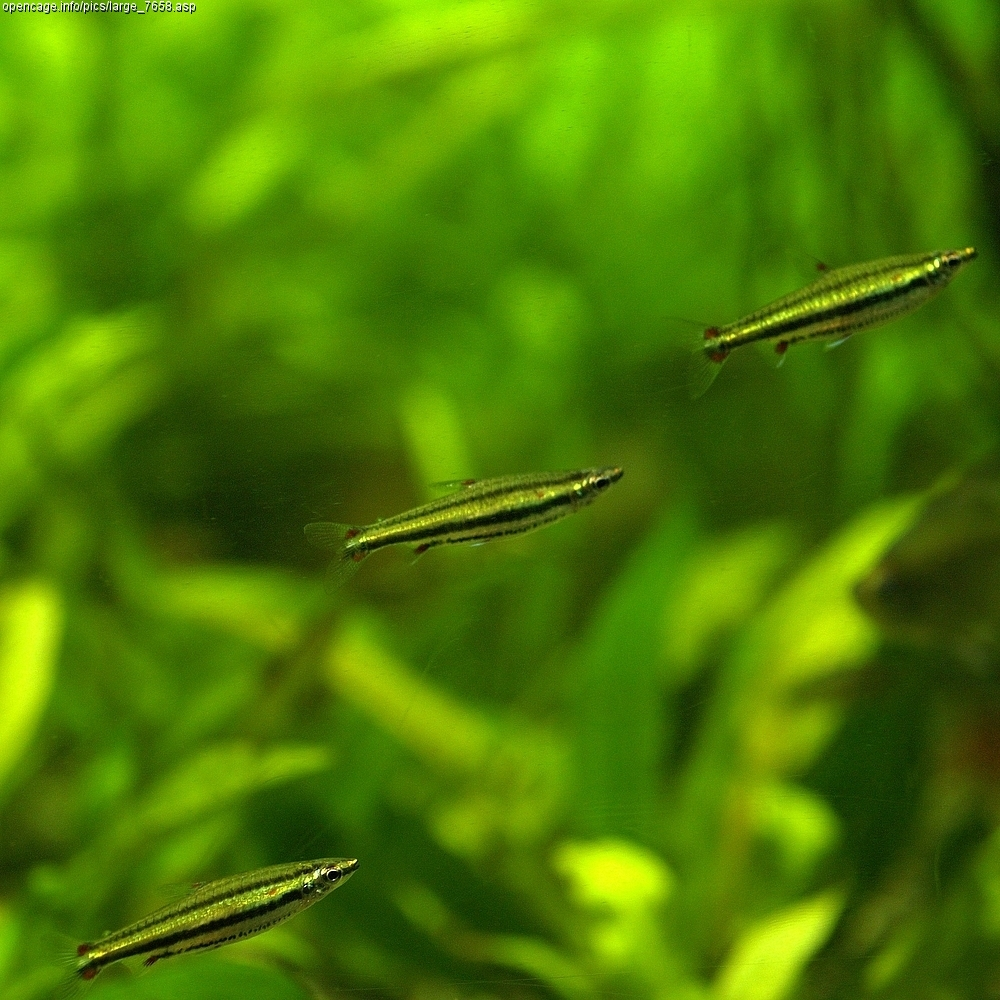
Nannostomus trifasciatus

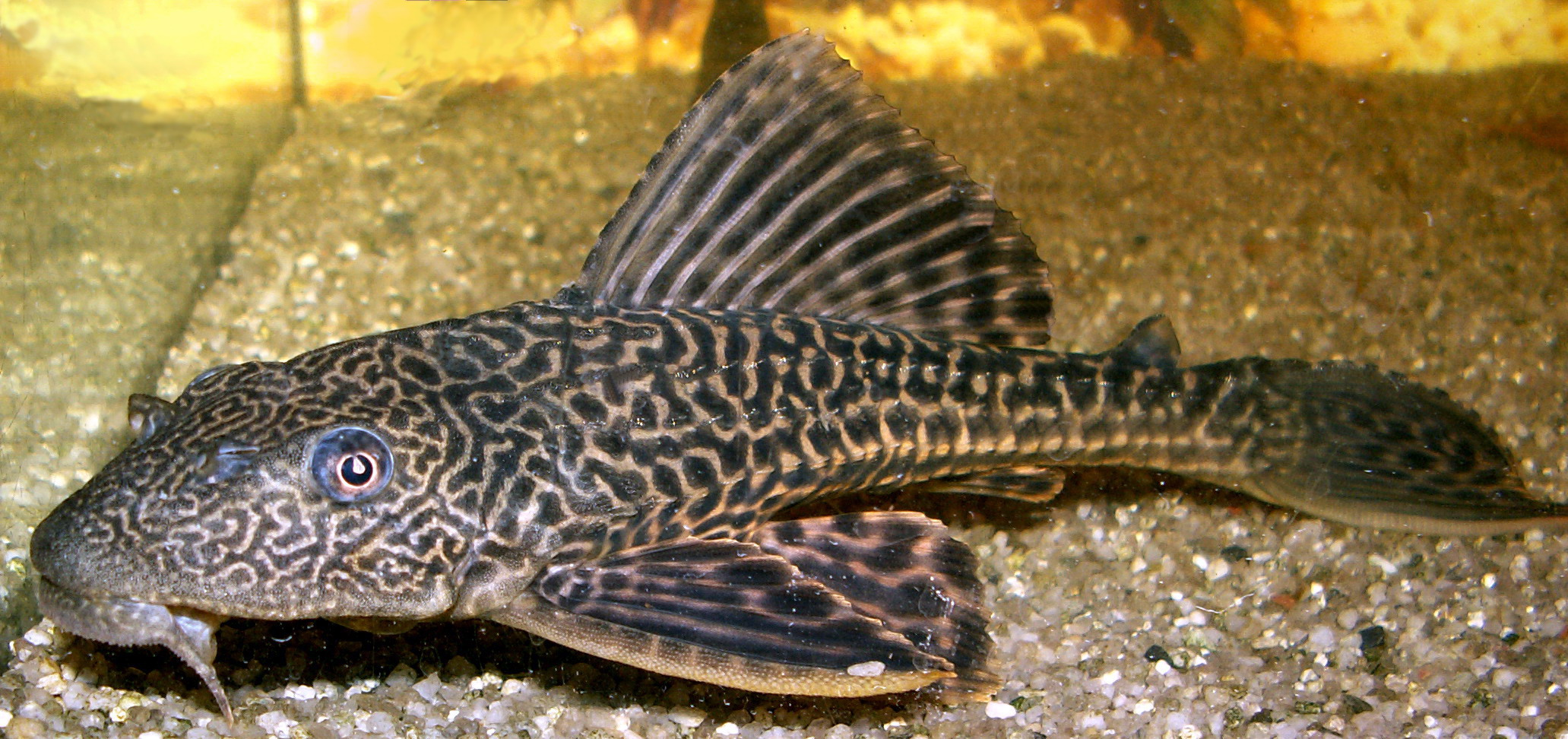
Pterygoplichthys multiradiatus

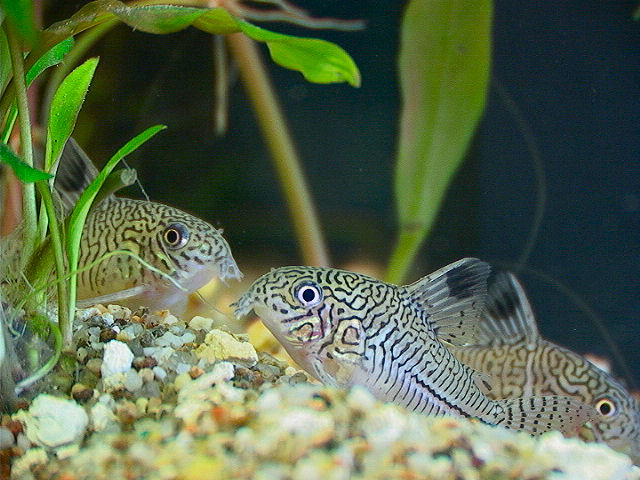
Corydoras trilineatus

Aquesta llista de peixos del riu Amazones inclou les 1214 espècies de peixos que es poden trobar al riu Amazones ordenades per l'ordre alfabètic de llur nom científic.

## A
- Abramites hypselonotus
- Acanthicus hystrix
- Acanthodoras cataphractus
- Acanthodoras spinosissimus
- Acanthopoma annectens
- Acarichthys heckelii
- Acaronia nassa
- Acestridium triplax
- Acestrocephalus boehlkei
- Acestrorhynchus abbreviatus
- Acestrorhynchus altus
- Acestrorhynchus falcatus
- Acestrorhynchus falcirostris
- Acestrorhynchus grandoculis
- Acestrorhynchus heterolepis
- Acestrorhynchus lacustris
- Acestrorhynchus maculipinna
- Acestrorhynchus microlepis
- Acestrorhynchus minimus
- Acestrorhynchus nasutus
- Acnodon normani
- Acrobrycon ipanquianus
- Adontosternarchus balaenops
- Adontosternarchus devenanzii
- Adontosternarchus nebulosus
- Aequidens diadema
- Aequidens epae
- Aequidens gerciliae
- Aequidens hoehnei
- Aequidens mauesanus
- Aequidens michaeli
- Aequidens pallidus
- Aequidens patricki
- Aequidens plagiozonatus
- Aequidens rondoni
- Aequidens tetramerus
- Aequidens tubicen
- Aequidens viridis
- Agamyxis albomaculatus
- Agamyxis pectinifrons
- Ageneiosus atronasus
- Agoniates anchovia
- Agoniates halecinus
- Aguarunichthys inpai
- Aguarunichthys torosus
- Amaralia hypsiura
- Amazonsprattus scintilla
- Amblydoras monitor
- Amblydoras nauticus
- Ammocryptocharax elegans
- Ammocryptocharax minutus
- Amphiarius phrygiatus
- Amphiarius rugispinis
- Anadoras grypus
- Anadoras regani
- Anchoviella alleni
- Anchoviella carrikeri
- Anchoviella guianensis
- Anchoviella jamesi
- Anchoviella nattereri
- Ancistrus dolichopterus
- Ancistrus dubius
- Ancistrus fulvus
- Ancistrus hoplogenys
- Ancistrus latifrons
- Ancistrus maculatus
- Anodus elongatus
- Anodus orinocensis
- Anostomus anostomus
- Anostomus intermedius
- Anostomus longus
- Anostomus ternetzi
- Aphyocharax agassizii
- Aphyocharax alburnus
- Aphyocharax nattereri
- Aphyocharax pusillus
- Aphyolebias obliquus
- Aphyolebias peruensis
- Aphyolebias rubrocaudatus
- Aphyolebias wischmanni
- Apionichthys asphyxiatus
- Apionichthys dumerili
- Apionichthys finis
- Apionichthys menezesi
- Apionichthys nattereri
- Apionichthys rosai
- Apionichthys seripierriae
- Apistogramma agassizii
- Apistogramma alacrina
- Apistogramma amoena
- Apistogramma arua
- Apistogramma atahualpa
- Apistogramma bitaeniata
- Apistogramma brevis
- Apistogramma cacatuoides
- Apistogramma cruzi
- Apistogramma diplotaenia
- Apistogramma elizabethae
- Apistogramma eunotus
- Apistogramma geisleri
- Apistogramma gephyra
- Apistogramma gibbiceps
- Apistogramma hippolytae
- Apistogramma inconspicua
- Apistogramma juruensis
- Apistogramma linkei
- Apistogramma luelingi
- Apistogramma meinkeni
- Apistogramma mendezi
- Apistogramma moae
- Apistogramma nijsseni
- Apistogramma norberti
- Apistogramma panduro
- Apistogramma paucisquamis
- Apistogramma payaminonis
- Apistogramma personata
- Apistogramma pertensis
- Apistogramma pulchra
- Apistogramma regani
- Apistogramma resticulosa
- Apistogramma rupununi
- Apistogramma staecki
- Apistogramma taeniata
- Apistogramma trifasciata
- Apistogramma uaupesi
- Apistogramma urteagai
- Apistogrammoides pucallpaensis
- Apistoloricaria condei
- Apistoloricaria ommation
- Apomatoceros alleni
- Aposturisoma myriodon
- Apteronotus albifrons
- Apteronotus bonapartii
- Apteronotus macrolepis
- Arapaima gigas
- Archolaemus blax
- Argonectes longiceps
- Aspistor quadriscutis
- Aspredo aspredo
- Astroblepus boulengeri
- Astroblepus festae
- Astrodoras asterifrons
- Astronotus crassipinnis
- Astronotus ocellatus
- Astyanax abramis
- Astyanax ajuricaba
- Astyanax anterior
- Astyanax argyrimarginatus
- Astyanax bimaculatus
- Astyanax bourgeti
- Astyanax clavitaeniatus
- Astyanax gracilior
- Astyanax kennedyi
- Astyanax longior
- Astyanax maximus
- Astyanax multidens
- Astyanax poetzschkei
- Astyanax stilbe
- Astyanax symmetricus
- Auchenipterichthys punctatus
- Auchenipterichthys thoracatus
- Auchenipterus brachyurus
- Auchenipterus britskii
- Auchenipterus nuchalis
- Awaous flavus
- Axelrodia lindeae
- Axelrodia stigmatias

## B
- Bagre bagre
- Bario steindachneri
- Batrochoglanis raninus
- Batrochoglanis villosus
- Belonion apodion
- Biotodoma cupido
- Biotodoma wavrini
- Biotoecus opercularis
- Bivibranchia fowleri
- Bivibranchia velox
- Boehlkea fredcochui
- Boulengerella cuvieri
- Boulengerella lateristriga
- Boulengerella lucius
- Boulengerella maculata
- Boulengerella xyrekes
- Brachychalcinus copei
- Brachychalcinus nummus
- Brachyhypopomus brevirostris
- Brachyhypopomus pinnicaudatus
- Brachyplatystoma capapretum
- Brachyplatystoma juruense
- Brachyplatystoma platynemum
- Brachyplatystoma rousseauxii
- Brachyplatystoma tigrinum
- Brachyplatystoma vaillantii
- Brachyrhamdia meesi
- Brochis multiradiatus
- Brochis splendens
- Brycon amazonicus
- Brycon cephalus
- Brycon falcatus
- Brycon melanopterus
- Brycon pesu
- Bryconacidnus ellisi
- Bryconacidnus paipayensis
- Bryconamericus alfredae
- Bryconamericus carlosi
- Bryconamericus caucanus
- Bryconamericus diaphanus
- Bryconamericus grosvenori
- Bryconamericus hypopterus
- Bryconamericus osgoodi
- Bryconamericus pachacuti
- Bryconamericus peruanus
- Bryconamericus phoenicopterus
- Bryconamericus simus
- Bryconamericus thomasi
- Bryconella pallidifrons
- Bryconexodon juruenae
- Bryconops affinis
- Bryconops alburnoides
- Bryconops caudomaculatus
- Bryconops melanurus
- Bujurquina apoparuana
- Bujurquina cordemadi
- Bujurquina eurhinus
- Bujurquina hophrys
- Bujurquina huallagae
- Bujurquina labiosa
- Bujurquina megalospilus
- Bujurquina moriorum
- Bujurquina ortegai
- Bujurquina peregrinabunda
- Bujurquina robusta
- Bujurquina syspilus
- Bujurquina tambopatae
- Bujurquina zamorensis
- Bunocephalus aleuropsis
- Bunocephalus coracoideus
- Bunocephalus knerii
- Bunocephalus verrucosus

## C
- Caenotropus labyrinthicus
- Callichthys serralabium
- Calophysus macropterus
- Caquetaia myersi
- Caquetaia spectabilis
- Carcharhinus leucas
- Carnegiella marthae
- Carnegiella myersi
- Carnegiella schereri
- Carnegiella strigata
- Catoprion mento
- Centrochir crocodili
- Centrodoras brachiatus
- Centromochlus existimatus
- Centromochlus heckelii
- Ceratobranchia binghami
- Ceratobranchia delotaenia
- Ceratobranchia elatior
- Ceratobranchia obtusirostris
- Cetopsidium ferreirai
- Cetopsidium minutum
- Cetopsis candiru
- Cetopsis coecutiens
- Cetopsis montana
- Cetopsis oliveirai
- Cetopsis parma
- Cetopsis plumbea
- Cetopsis sandrae
- Cetopsorhamdia phantasia
- Chaetobranchopsis australis
- Chaetobranchopsis orbicularis
- Chaetobranchus flavescens
- Chaetobranchus semifasciatus
- Chalceus epakros
- Chalceus erythrurus
- Chalceus macrolepidotus
- Characidium boavistae
- Characidium crandellii
- Characidium declivirostre
- Characidium etheostoma
- Characidium hasemani
- Characidium purpuratum
- Characidium roesseli
- Characidium steindachneri
- Charax condei
- Charax hemigrammus
- Charax pauciradiatus
- Charax tectifer
- Charax unimaculatus
- Chasmocranus peruanus
- Chasmocranus quadrizonatus
- Cheirocerus eques
- Cheirocerus goeldii
- Cheirodon luelingi
- Chilodus gracilis
- Chilodus punctatus
- Chrysobrycon hesperus
- Chrysobrycon myersi
- Cichla intermedia
- Cichla monoculus
- Cichla nigromaculata
- Cichla orinocensis
- Cichla pleiozona
- Cichla temensis
- Cichlasoma amazonarum
- Cichlasoma araguaiense
- Cichlasoma bimaculatum
- Cichlasoma boliviense
- Clupeacharax anchoveoides
- Colomesus asellus
- Colomesus psittacus
- Compsaraia compsus
- Copeina guttata
- Copeina osgoodi
- Copella arnoldi
- Copella metae
- Copella nattereri
- Copella nigrofasciata
- Copella vilmae
- Corydoras acutus
- Corydoras agassizii
- Corydoras ambiacus
- Corydoras amphibelus
- Corydoras arcuatus
- Corydoras armatus
- Corydoras atropersonatus
- Corydoras bifasciatus
- Corydoras elegans
- Corydoras eques
- Corydoras evelynae
- Corydoras fowleri
- Corydoras gomezi
- Corydoras gracilis
- Corydoras griseus
- Corydoras hastatus
- Corydoras julii
- Corydoras leopardus
- Corydoras leucomelas
- Corydoras loretoensis
- Corydoras melini
- Corydoras napoensis
- Corydoras narcissus
- Corydoras panda
- Corydoras pinheiroi
- Corydoras punctatus
- Corydoras rabauti
- Corydoras reticulatus
- Corydoras robustus
- Corydoras semiaquilus
- Corydoras sodalis
- Corydoras trilineatus
- Corydoras weitzmani
- Corydoras zygatus
- Creagrutus amoenus
- Creagrutus barrigai
- Creagrutus beni
- Creagrutus cochui
- Creagrutus melanzonus
- Creagrutus peruanus
- Crenicara latruncularium
- Crenicara punctulatum
- Crenicichla acutirostris
- Crenicichla adspersa
- Crenicichla alta
- Crenicichla anthurus
- Crenicichla cametana
- Crenicichla cincta
- Crenicichla compressiceps
- Crenicichla cyanonotus
- Crenicichla cyclostoma
- Crenicichla geayi
- Crenicichla heckeli
- Crenicichla hemera
- Crenicichla hummelincki
- Crenicichla inpa
- Crenicichla isbrueckeri
- Crenicichla jegui
- Crenicichla johanna
- Crenicichla labrina
- Crenicichla lenticulata
- Crenicichla lepidota
- Crenicichla lucius
- Crenicichla lugubris
- Crenicichla macrophthalma
- Crenicichla marmorata
- Crenicichla notophthalmus
- Crenicichla pellegrini
- Crenicichla percna
- Crenicichla phaiospilus
- Crenicichla proteus
- Crenicichla pydanielae
- Crenicichla regani
- Crenicichla reticulata
- Crenicichla rosemariae
- Crenicichla santosi
- Crenicichla sedentaria
- Crenicichla semicincta
- Crenicichla stocki
- Crenicichla strigata
- Crenicichla tigrina
- Crenicichla urosema
- Crenicichla virgatula
- Crenuchus spilurus
- Crossoloricaria rhami
- Ctenobrycon hauxwellianus
- Curimata aspera
- Curimata cisandina
- Curimata cyprinoides
- Curimata inornata
- Curimata knerii
- Curimata ocellata
- Curimata roseni
- Curimata vittata
- Curimatella alburna
- Curimatella dorsalis
- Curimatella immaculata
- Curimatella meyeri
- Curimatopsis crypticus
- Curimatopsis evelynae
- Curimatopsis macrolepis
- Curimatopsis microlepis
- Cynodon gibbus
- Cynodon septenarius
- Cynopotamus amazonum
- Cyphocharax abramoides
- Cyphocharax festivus
- Cyphocharax leucostictus
- Cyphocharax mestomyllon
- Cyphocharax multilineatus
- Cyphocharax nigripinnis
- Cyphocharax notatus
- Cyphocharax pantostictos
- Cyphocharax plumbeus
- Cyphocharax saladensis
- Cyphocharax spiluropsis
- Cyphocharax spilurus
- Cyphocharax stilbolepis
- Cyphocharax vexillapinnus

## D
- Dekeyseria amazonica
- Denticetopsis seducta
- Dianema longibarbis
- Dianema urostriatum
- Dicrossus filamentosus
- Dicrossus maculatus
- Distocyclus conirostris
- Doras carinatus
- Doras eigenmanni
- Doras higuchii
- Doras phlyzakion
- Doras punctatus
- Duopalatinus peruanus

## E
- Eigenmannia limbata
- Eigenmannia macrops
- Eigenmannia nigra
- Eigenmannia virescens
- Elachocharax junki
- Elachocharax mitopterus
- Elachocharax pulcher
- Electrophorus electricus
- Engraulisoma taeniatum
- Entomocorus melaphareus
- Epapterus dispilurus
- Exallodontus aguanai
- Exodon paradoxus

## F
- Farlowella amazonum
- Farlowella gracilis
- Farlowella knerii
- Farlowella nattereri
- Farlowella oxyrryncha
- Farlowella platorynchus
- Farlowella schreitmuelleri
- Fluviphylax pygmaeus
- Fluviphylax simplex

## G
- Galeocharax gulo
- Gasteropelecus levis
- Gasteropelecus sternicla
- Gelanoglanis nanonocticolus
- Gelanoglanis travieso
- Geophagus altifrons
- Geophagus argyrostictus
- Geophagus megasema
- Geophagus proximus
- Geryichthys sterbai
- Glyptoperichthys xinguensis
- Gnathocharax steindachneri
- Gobionellus thoropsis
- Goeldiella eques
- Guianacara geayi
- Gymnocorymbus thayeri
- Gymnorhamphichthys rondoni
- Gymnotus anguillaris
- Gymnotus cataniapo
- Gymnotus coatesi
- Gymnotus coropinae
- Gymnotus curupira
- Gymnotus javari
- Gymnotus jonasi
- Gymnotus mamiraua
- Gymnotus melanopleura
- Gymnotus obscurus
- Gymnotus onca
- Gymnotus pedanopterus
- Gymnotus stenoleucus
- Gymnotus tigre
- Gymnotus varzea

## H
- Haemomaster venezuelae
- Hassar orestis
- Helogenes marmoratus
- Hemiancistrus pankimpuju
- Hemibrycon helleri
- Hemibrycon huambonicus
- Hemibrycon jelskii
- Hemibrycon polyodon
- Hemibrycon tridens
- Hemidoras morrisi
- Hemidoras stenopeltis
- Hemigrammus analis
- Hemigrammus arua
- Hemigrammus bellottii
- Hemigrammus boesemani
- Hemigrammus coeruleus
- Hemigrammus cupreus
- Hemigrammus elegans
- Hemigrammus gracilis
- Hemigrammus haraldi
- Hemigrammus hyanuary
- Hemigrammus levis
- Hemigrammus luelingi
- Hemigrammus lunatus
- Hemigrammus marginatus
- Hemigrammus microstomus
- Hemigrammus mimus
- Hemigrammus neptunus
- Hemigrammus ocellifer
- Hemigrammus pretoensis
- Hemigrammus pulcher
- Hemigrammus rhodostomus
- Hemigrammus rodwayi
- Hemigrammus schmardae
- Hemigrammus stictus
- Hemigrammus unilineatus
- Hemiodontichthys acipenserinus
- Hemiodus amazonum
- Hemiodus argenteus
- Hemiodus atranalis
- Hemiodus gracilis
- Hemiodus immaculatus
- Hemiodus jatuarana
- Hemiodus microlepis
- Hemiodus quadrimaculatus
- Hemiodus semitaeniatus
- Hemiodus sterni
- Hemiodus thayeria
- Hemiodus unimaculatus
- Hemiodus vorderwinkleri
- Hemisorubim platyrhynchos
- Henonemus macrops
- Henonemus punctatus
- Heroina isonycterina
- Heros efasciatus
- Heros notatus
- Heros severus
- Heros spurius
- Heterocharax leptogrammus
- Heterocharax macrolepis
- Heterocharax virgulatus
- Hoplarchus psittacus
- Hoplerythrinus unitaeniatus
- Hoplias aimara
- Hoplias curupira
- Hoplias macrophthalmus
- Hoplias malabaricus
- Hoplocharax goethei
- Hoplosternum littorale
- Horiomyzon retropinnatus
- Hydrolycus armatus
- Hydrolycus scomberoides
- Hydrolycus tatauaia
- Hypancistrus inspector
- Hyphessobrycon agulha
- Hyphessobrycon bentosi
- Hyphessobrycon copelandi
- Hyphessobrycon eques
- Hyphessobrycon erythrostigma
- Hyphessobrycon gracilior
- Hyphessobrycon heterorhabdus
- Hyphessobrycon hildae
- Hyphessobrycon loretoensis
- Hyphessobrycon melazonatus
- Hyphessobrycon peruvianus
- Hyphessobrycon pulchripinnis
- Hyphessobrycon pyrrhonotus
- Hyphessobrycon robustulus
- Hyphessobrycon rosaceus
- Hyphessobrycon scholzei
- Hyphessobrycon socolofi
- Hyphessobrycon stramineus
- Hyphessobrycon sweglesi
- Hyphessobrycon takasei
- Hyphessobrycon tenuis
- Hyphessobrycon tukunai
- Hypoclinemus mentalis
- Hypodoras forficulatus
- Hypophthalmus edentatus
- Hypophthalmus marginatus
- Hypoptopoma bilobatum
- Hypoptopoma gulare
- Hypoptopoma joberti
- Hypoptopoma psilogaster
- Hypoptopoma steindachneri
- Hypoptopoma thoracatum
- Hypopygus lepturus
- Hyporhamphus brederi
- Hypostomus carinatus
- Hypostomus ericius
- Hypostomus hemicochliodon
- Hypostomus soniae
- Hypselecara coryphaenoides
- Hypselecara temporalis

## I
- Iguanodectes purusii
- Iguanodectes rachovii
- Iguanodectes spilurus
- Ilisha amazonica
- Imparfinis nemacheir
- Ituglanis amazonicus
- Ituglanis parkoi

## J
- Jupiaba anteroides
- Jupiaba asymmetrica
- Jupiaba zonata
- Jurengraulis juruensis

## K
- Klausewitzia ritae
- Knodus breviceps
- Knodus caquetae
- Knodus delta
- Knodus gamma
- Knodus megalops
- Knodus moenkhausii

## L
- Laemolyta fasciata
- Laemolyta garmani
- Laemolyta taeniata
- Laetacara curviceps
- Laetacara dorsigera
- Laetacara flavilabris
- Laetacara thayeri
- Lamontichthys filamentosus
- Lasiancistrus castelnaui
- Lasiancistrus heteracanthus
- Leiarius longibarbis
- Leiarius marmoratus
- Lepidosiren paradoxa
- Leporacanthicus galaxias
- Leporellus vittatus
- Leporinus acutidens
- Leporinus affinis
- Leporinus agassizii
- Leporinus alternus
- Leporinus cylindriformis
- Leporinus fasciatus
- Leporinus holostictus
- Leporinus jamesi
- Leporinus klausewitzi
- Leporinus moralesi
- Leporinus multifasciatus
- Leporinus nattereri
- Leporinus pachyurus
- Leporinus parae
- Leporinus paralternus
- Leporinus pellegrinii
- Leporinus striatus
- Leporinus trifasciatus
- Leporinus wolfei
- Leporinus y-ophorus
- Leptagoniates steindachneri
- Lepthoplosternum altamazonicum
- Lepthoplosternum ucamara
- Leptobrycon jatuaranae
- Leptocharacidium omospilus
- Leptodoras acipenserinus
- Leptodoras juruensis
- Leptodoras linnelli
- Leptodoras myersi
- Leptodoras praelongus
- Limatulichthys griseus
- Lithodoras dorsalis
- Lithoxus bovallii
- Loricaria cataphracta
- Loricaria clavipinna
- Loricaria parnahybae
- Loricaria pumila
- Loricaria simillima
- Loricariichthys cashibo
- Loricariichthys nudirostris
- Loricariichthys stuebelii
- Loricariichthys ucayalensis
- Lycengraulis grossidens

## M
- Magosternarchus duccis
- Magosternarchus raptor
- Mastiglanis asopos
- Megalechis picta
- Megalechis thoracata
- Megalocentor echthrus
- Megalodoras uranoscopus
- Megalonema amaxanthum
- Megalonema platycephalum
- Melanocharacidium depressum
- Melanocharacidium dispilomma
- Melanocharacidium melanopteron
- Melanocharacidium nigrum
- Melanocharacidium pectorale
- Melanocharacidium rex
- Mesonauta acora
- Mesonauta festivus
- Mesonauta guyanae
- Mesonauta insignis
- Mesonauta mirificus
- Metynnis argenteus
- Metynnis fasciatus
- Metynnis hypsauchen
- Metynnis lippincottianus
- Metynnis luna
- Metynnis maculatus
- Microcharacidium weitzmani
- Microgenys lativirgata
- Microgenys weyrauchi
- Microglanis zonatus
- Micromischodus sugillatus
- Micromyzon akamai
- Micropoecilia bifurca
- Micropoecilia branneri
- Micropoecilia parae
- Micropoecilia picta
- Microschemobrycon callops
- Microschemobrycon geisleri
- Microsternarchus bilineatus
- Mikrogeophagus altispinosus
- Moema apurinan
- Moema hellneri
- Moema pepotei
- Moema piriana
- Moema portugali
- Moema staecki
- Moenkhausia agnesae
- Moenkhausia atahualpiana
- Moenkhausia barbouri
- Moenkhausia ceros
- Moenkhausia chrysargyrea
- Moenkhausia collettii
- Moenkhausia comma
- Moenkhausia copei
- Moenkhausia cotinho
- Moenkhausia dichroura
- Moenkhausia diktyota
- Moenkhausia dorsinuda
- Moenkhausia gracilima
- Moenkhausia grandisquamis
- Moenkhausia intermedia
- Moenkhausia jamesi
- Moenkhausia justae
- Moenkhausia latissima
- Moenkhausia lepidura
- Moenkhausia levidorsa
- Moenkhausia margitae
- Moenkhausia megalops
- Moenkhausia melogramma
- Moenkhausia naponis
- Moenkhausia newtoni
- Moenkhausia oligolepis
- Moenkhausia ovalis
- Moenkhausia robertsi
- Moenkhausia simulata
- Moenkhausia takasei
- Moenkhausia tridentata
- Monocirrhus polyacanthus
- Mylesinus paraschomburgkii
- Myleus arnoldi
- Myleus asterias
- Myleus levis
- Myleus lobatus
- Myleus pacu
- Myleus rhomboidalis
- Myleus schomburgkii
- Myleus setiger
- Myleus torquatus
- Myloplus rubripinnis
- Mylossoma aureum
- Mylossoma duriventre
- Myoglanis koepckei

## N
- Nannacara adoketa
- Nannoptopoma spectabile
- Nannoptopoma sternoptychum
- Nannostomus beckfordi
- Nannostomus digrammus
- Nannostomus eques
- Nannostomus harrisoni
- Nannostomus limatus
- Nannostomus marginatus
- Nannostomus trifasciatus
- Nannostomus unifasciatus
- Nemadoras elongatus
- Nemadoras hemipeltis
- Nemadoras humeralis
- Nemadoras trimaculatus
- Nemuroglanis lanceolatus
- Nemuroglanis pauciradiatus

## O
- Ochmacanthus reinhardtii
- Odontocharacidium aphanes
- Odontostilbe dierythrura
- Odontostilbe fugitiva
- Oligancistrus punctatissimus
- Opsodoras boulengeri
- Opsodoras morei
- Opsodoras ternetzi
- Orestias agassizii
- Orestias empyraeus
- Orestias gymnotus
- Orestias jussiei
- Orestias pentlandii
- Orestias ututo
- Orthosternarchus tamandua
- Ossubtus xinguense
- Osteoglossum bicirrhosum
- Osteoglossum ferreirai
- Othonocheirodus eigenmanni
- Otocinclus batmani
- Otocinclus hoppei
- Otocinclus huaorani
- Otocinclus macrospilus
- Otocinclus mariae
- Otocinclus mura
- Otocinclus vestitus
- Otocinclus vittatus
- Oxybrycon parvulus
- Oxydoras niger
- Oxyropsis carinata
- Oxyropsis wrightiana

## P
- Pachypops fourcroi
- Pachypops pigmaeus
- Pachypops trifilis
- Pachyurus gabrielensis
- Pachyurus junki
- Pachyurus schomburgkii
- Pachyurus stewarti
- Pamphorichthys minor
- Pamphorichthys scalpridens
- Panaqolus gnomus
- Panaqolus nocturnus
- Panaque bathyphilus
- Panaque nigrolineatus
- Paracanthopoma parva
- Paragoniates alburnus
- Parancistrus aurantiacus
- Parapteronotus hasemani
- Paratrygon aiereba
- Pareiodon microps
- Pareiorhaphis regani
- Pariolius armillatus
- Pariosternarchus amazonensis
- Parodon buckleyi
- Parodon pongoensis
- Parotocinclus amazonensis
- Parotocinclus longirostris
- Peckoltia arenaria
- Peckoltia oligospila
- Peckoltia vermiculata
- Peckoltia vittata
- Pellona altamazonica
- Pellona castelnaeana
- Pellona flavipinnis
- Petilipinnis grunniens
- Petitella georgiae
- Phenacogaster beni
- Phenacogaster pectinatus
- Phractocephalus hemioliopterus
- Phreatobius cisternarum
- Phreatobius dracunculus
- Physopyxis ananas
- Physopyxis cristata
- Physopyxis lyra
- Piabarchus analis
- Piabucina elongata
- Piabucus dentatus
- Piaractus brachypomus
- Pimelodella cristata
- Pimelodella gracilis
- Pimelodella nigrofasciata
- Pimelodella ophthalmica
- Pimelodella peruensis
- Pimelodella steindachneri
- Pimelodina flavipinnis
- Pimelodus albofasciatus
- Pimelodus altissimus
- Pimelodus blochii
- Pimelodus jivaro
- Pimelodus microstoma
- Pimelodus ornatus
- Pimelodus pictus
- Pinirampus pirinampu
- Plagioscion auratus
- Plagioscion montei
- Plagioscion squamosissimus
- Plagioscion surinamensis
- Planiloricaria cryptodon
- Platydoras costatus
- Platynematichthys notatus
- Platysilurus mucosus
- Platystomatichthys sturio
- Platyurosternarchus crypticus
- Platyurosternarchus macrostomus
- Plectrochilus diabolicus
- Plectrochilus machadoi
- Plesiolebias altamira
- Plesiotrygon iwamae
- Poecilocharax weitzmani
- Polycentrus schomburgkii
- Poptella brevispina
- Poptella compressa
- Porotergus gimbeli
- Porotergus gymnotus
- Potamobatrachus trispinosus
- Potamorhina altamazonica
- Potamorhina latior
- Potamorhina pristigaster
- Potamorrhaphis guianensis
- Potamotrygon castexi
- Potamotrygon constellata
- Potamotrygon motoro
- Potamotrygon orbignyi
- Potamotrygon schroederi
- Potamotrygon scobina
- Priocharax pygmaeus
- Prionobrama filigera
- Pristella maxillaris
- Pristigaster cayana
- Pristigaster whiteheadi
- Pristis perotteti
- Pristis pristis
- Pristobrycon aureus
- Pristobrycon calmoni
- Pristobrycon striolatus
- Prochilodus britskii
- Prochilodus nigricans
- Prochilodus rubrotaeniatus
- Prodontocharax alleni
- Prodontocharax howesi
- Prodontocharax melanotus
- Propimelodus caesius
- Propimelodus eigenmanni
- Psectrogaster amazonica
- Psectrogaster ciliata
- Psectrogaster essequibensis
- Psectrogaster falcata
- Psectrogaster rhomboides
- Psectrogaster rutiloides
- Pseudacanthicus histrix
- Pseudacanthicus spinosus
- Pseudanos gracilis
- Pseudanos trimaculatus
- Pseudepapterus cucuhyensis
- Pseudepapterus hasemani
- Pseudobunocephalus amazonicus
- Pseudobunocephalus bifidus
- Pseudobunocephalus quadriradiatus
- Pseudohemiodon amazonum
- Pseudohemiodon apithanos
- Pseudohemiodon lamina
- Pseudoloricaria laeviuscula
- Pseudopimelodus pulcher
- Pseudoplatystoma corruscans
- Pseudoplatystoma fasciatum
- Pseudoplatystoma tigrinum
- Pseudorinelepis genibarbis
- Pseudostegophilus nemurus
- Pseudotylosurus angusticeps
- Pseudotylosurus microps
- Pterobunocephalus depressus
- Pterobunocephalus dolichurus
- Pterodoras granulosus
- Pterolebias longipinnis
- Pterophyllum altum
- Pterophyllum leopoldi
- Pterophyllum scalare
- Pterosturisoma microps
- Pterygoplichthys disjunctivus
- Pterygoplichthys gibbiceps
- Pterygoplichthys lituratus
- Pterygoplichthys multiradiatus
- Pterygoplichthys pardalis
- Pterygoplichthys punctatus
- Pterygoplichthys scrophus
- Pterygoplichthys weberi
- Ptychocharax rhyacophila
- Pygocentrus nattereri
- Pygopristis denticulata
- Pyrrhulina australis
- Pyrrhulina beni
- Pyrrhulina brevis
- Pyrrhulina eleanorae
- Pyrrhulina filamentosa
- Pyrrhulina laeta
- Pyrrhulina maxima
- Pyrrhulina obermulleri
- Pyrrhulina semifasciata
- Pyrrhulina spilota
- Pyrrhulina vittata
- Pyrrhulina zigzag

## R
- Racenisia fimbriipinna
- Retroculus lapidifer
- Retroculus xinguensis
- Rhabdolichops caviceps
- Rhabdolichops eastwardi
- Rhabdolichops lundbergi
- Rhabdolichops navalha
- Rhabdolichops nigrimans
- Rhabdolichops troscheli
- Rhadinoloricaria macromystax
- Rhamdella rusbyi
- Rhamdia laukidi
- Rhamdia muelleri
- Rhamdia quelen
- Rhamphichthys drepanium
- Rhamphichthys longior
- Rhamphichthys marmoratus
- Rhaphiodon vulpinus
- Rhinodoras boehlkei
- Rhinosardinia amazonica
- Rhytiodus argenteofuscus
- Rhytiodus microlepis
- Rineloricaria fallax
- Rineloricaria formosa
- Rineloricaria hasemani
- Rineloricaria heteroptera
- Rineloricaria konopickyi
- Rineloricaria lanceolata
- Rineloricaria melini
- Rineloricaria phoxocephala
- Rineloricaria teffeana
- Rivulus amanan
- Rivulus amanapira
- Rivulus atratus
- Rivulus breviceps
- Rivulus christinae
- Rivulus derhami
- Rivulus dibaphus
- Rivulus elongatus
- Rivulus erberi
- Rivulus geayi
- Rivulus holmiae
- Rivulus immaculatus
- Rivulus intermittens
- Rivulus iridescens
- Rivulus jucundus
- Rivulus kirovskyi
- Rivulus limoncochae
- Rivulus lyricauda
- Rivulus micropus
- Rivulus monticola
- Rivulus ophiomimus
- Rivulus ornatus
- Rivulus peruanus
- Rivulus rectocaudatus
- Rivulus rubrolineatus
- Rivulus speciosus
- Rivulus strigatus
- Rivulus taeniatus
- Rivulus uakti
- Rivulus uatuman
- Rivulus urophthalmus
- Rivulus waimacui
- Rivulus xanthonotus
- Roeboexodon geryi
- Roeboides affinis
- Roeboides biserialis
- Roeboides microlepis
- Roeboides myersii
- Roeboides oligistos
- Roestes ogilviei

## S
- Salminus affinis
- Salminus hilarii
- Satanoperca acuticeps
- Satanoperca daemon
- Satanoperca jurupari
- Satanoperca lilith
- Satanoperca pappaterra
- Schizodon fasciatus
- Schizodon vittatus
- Schultzichthys bondi
- Sciades couma
- Scoloplax baskini
- Scoloplax dicra
- Scoloplax empousa
- Scopaeocharax atopodus
- Scopaeocharax rhinodus
- Semaprochilodus brama
- Semaprochilodus insignis
- Semaprochilodus taeniurus
- Serrapinnus heterodon
- Serrapinnus micropterus
- Serrasalmus altispinis
- Serrasalmus compressus
- Serrasalmus eigenmanni
- Serrasalmus elongatus
- Serrasalmus geryi
- Serrasalmus gouldingi
- Serrasalmus hollandi
- Serrasalmus humeralis
- Serrasalmus maculatus
- Serrasalmus manueli
- Serrasalmus nigricans
- Serrasalmus rhombeus
- Serrasalmus sanchezi
- Serrasalmus serrulatus
- Serrasalmus spilopleura
- Sorubim elongatus
- Sorubim lima
- Sorubim maniradii
- Sorubimichthys planiceps
- Squaliforma scopularia
- Squaliforma virescens
- Steatogenys duidae
- Steatogenys elegans
- Steatogenys ocellatus
- Stegophilus panzeri
- Stegostenopos cryptogenes
- Steindachnerina bimaculata
- Steindachnerina binotata
- Steindachnerina dobula
- Steindachnerina guentheri
- Steindachnerina hypostoma
- Steindachnerina leucisca
- Steindachnerina planiventris
- Steindachnerina quasimodoi
- Sternarchella schotti
- Sternarchella sima
- Sternarchella terminalis
- Sternarchogiton labiatus
- Sternarchogiton nattereri
- Sternarchogiton porcinum
- Sternarchorhamphus muelleri
- Sternarchorhynchus caboclo
- Sternarchorhynchus curumim
- Sternarchorhynchus curvirostris
- Sternarchorhynchus mormyrus
- Sternarchorhynchus oxyrhynchus
- Sternarchorhynchus roseni
- Sternarchorhynchus severii
- Sternopygus astrabes
- Sternopygus branco
- Sternopygus macrurus
- Sternopygus obtusirostris
- Stethaprion crenatum
- Stethaprion erythrops
- Stichonodon insignis
- Stictorhinus potamius
- Sturisoma guentheri
- Symphysodon aequifasciatus
- Symphysodon discus
- Synbranchus madeirae
- Synbranchus marmoratus

## T
- Taeniacara candidi
- Tahuantinsuyoa chipi
- Tahuantinsuyoa macantzatza
- Tatia aulopygia
- Tatia brunnea
- Tatia caxiuanensis
- Tatia dunni
- Tatia gyrina
- Tatia intermedia
- Tatia nigra
- Tatia strigata
- Teleocichla centisquama
- Teleocichla centrarchus
- Teleocichla cinderella
- Teleocichla gephyrogramma
- Teleocichla monogramma
- Teleocichla prionogenys
- Teleocichla proselytus
- Tetragonopterus argenteus
- Tetragonopterus chalceus
- Thalassophryne amazonica
- Thayeria boehlkei
- Thayeria ifati
- Thayeria obliqua
- Thoracocharax securis
- Thoracocharax stellatus
- Trachelyopterichthys taeniatus
- Trachelyopterus brevibarbis
- Trachelyopterus galeatus
- Trachelyopterus isacanthus
- Trachydoras microstomus
- Trachydoras nattereri
- Trachydoras steindachneri
- Trichomycterus hasemani
- Tridens melanops
- Tridensimilis brevis
- Tridentopsis pearsoni
- Triportheus albus
- Triportheus angulatus
- Triportheus auritus
- Triportheus culter
- Triportheus curtus
- Triportheus elongatus
- Triportheus pictus
- Triportheus rotundatus
- Tyttobrycon hamatus
- Tyttocharax cochui
- Tyttocharax madeirae

## U
- Uaru amphiacanthoides
- Utiaritichthys sennaebragai

## V
- Vandellia cirrhosa
- Vandellia sanguinea

## X
- Xenurobrycon heterodon
- Xenurobrycon pteropus
- Xyliphius lepturus
- Xyliphius melanopterus

## Z
- Zungaro zungaro[1]